# Labe

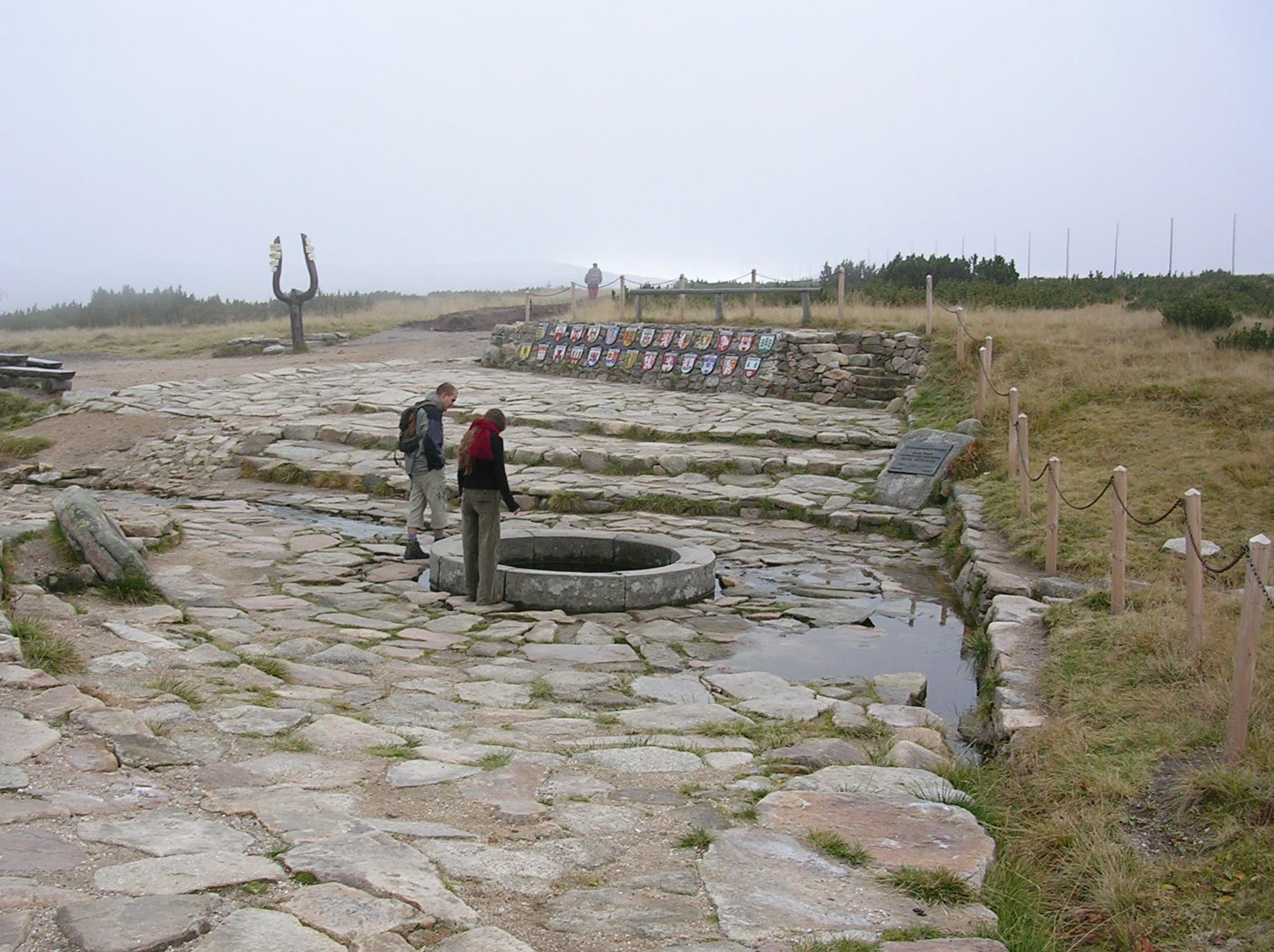
Pramen Labe na Labské louce

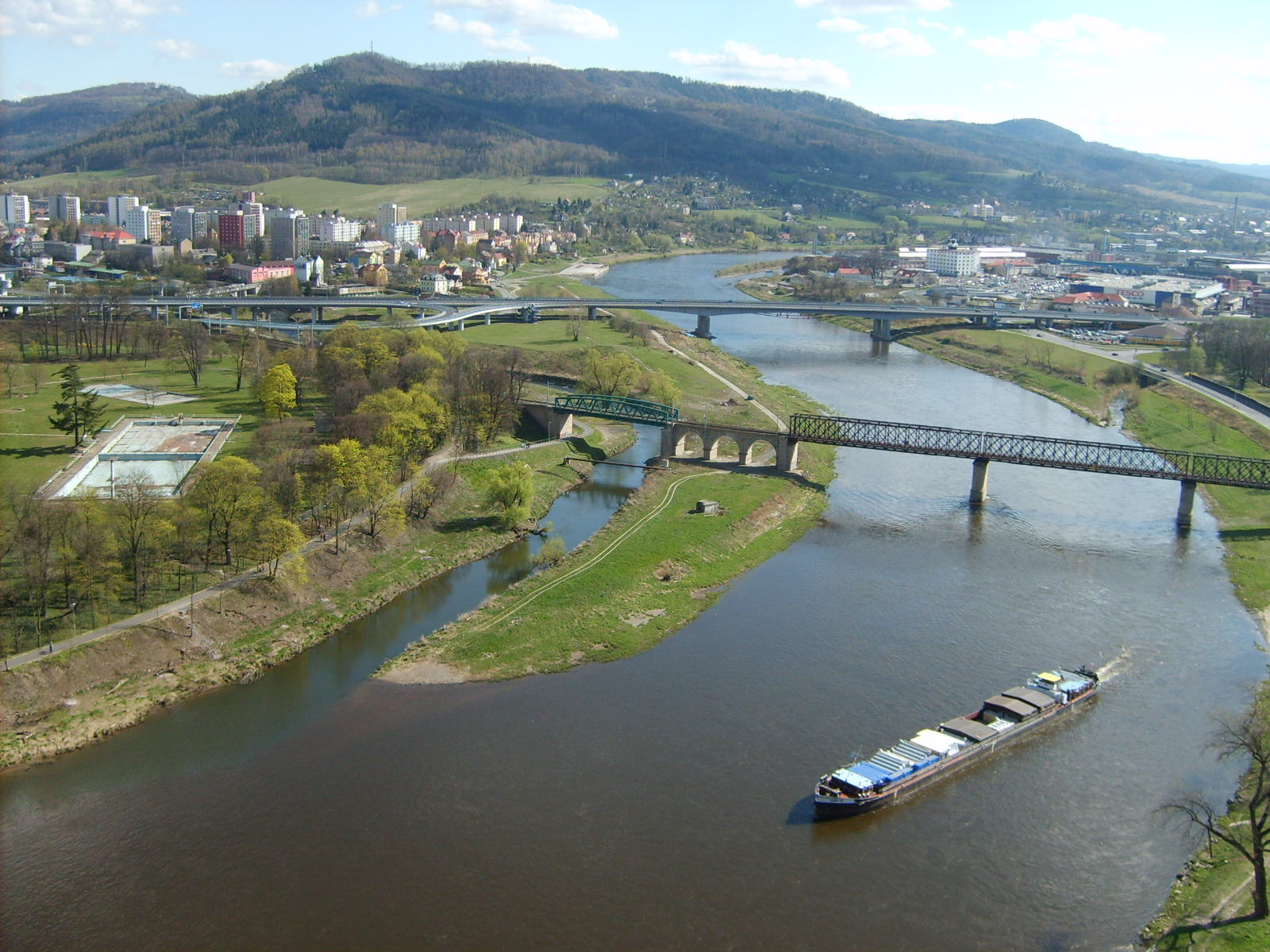
Ústí Ploučnice do Labe v Děčíně

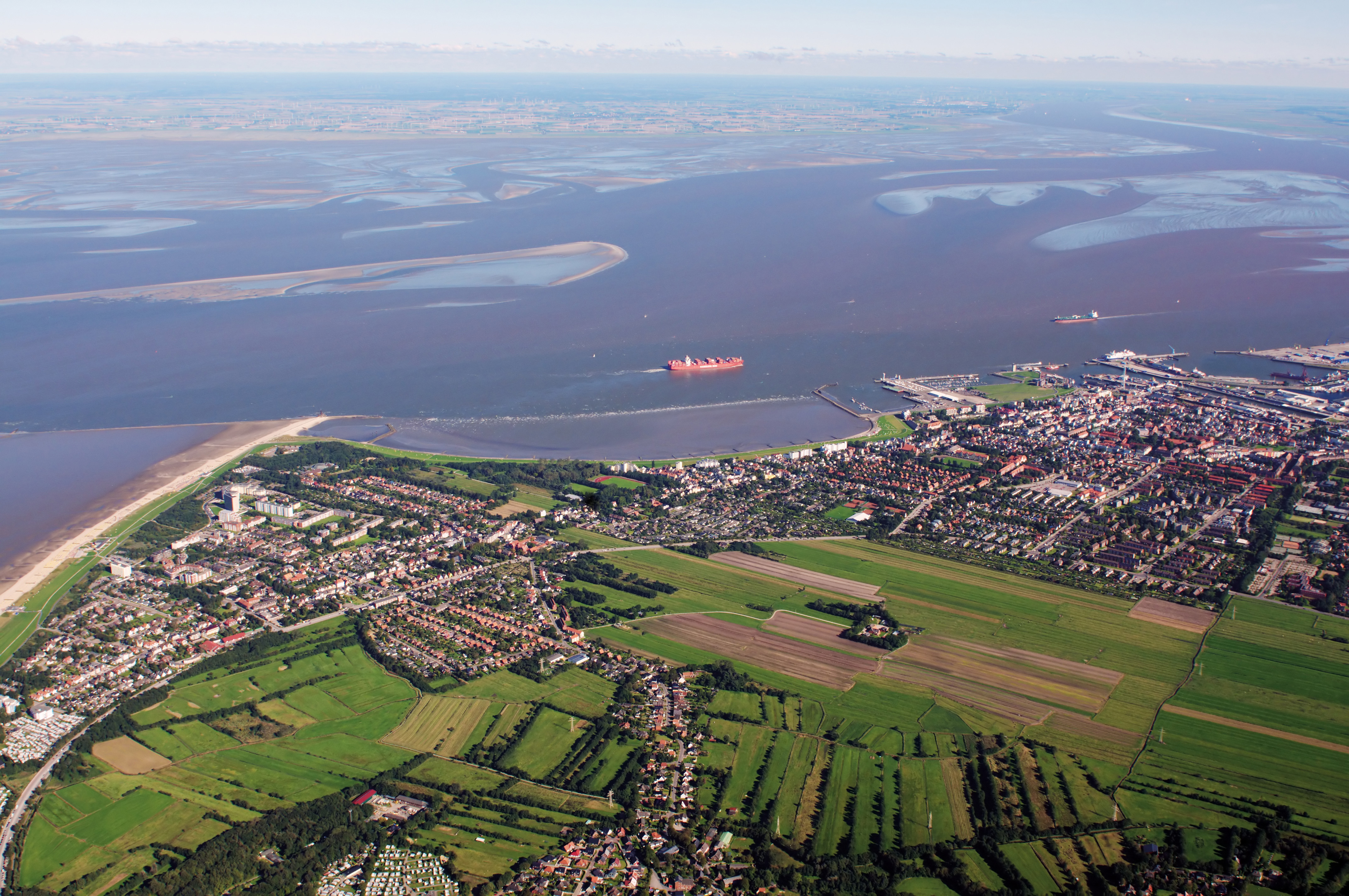
U ústí Labe u Cuxhavenu

Labe (rod střední; německy Elbe, rod ženský, výslovnost [ˈɛlbə]IPA,  poslech) je jednou z největších řek a vodních cest Evropy. Pramení v Krkonoších na severu Čech, protéká Německem a ústí estuárem do Severního moře. Je 1094 km dlouhé (v Česku 370,74 km) a jeho povodí má rozlohu 148 268 km² (v Česku 49 933 km²). Na soutoku s Vltavou má nižší průtok a je od pramene kratší, přesto se nepovažuje za její přítok. Celková délka toku Černého potoka, Teplé Vltavy, Vltavy a Labe od soutoku s Vltavou do moře činí 1329 km.

## Etymologie
K etymologii novější literatura (Bichlmeier a Blažek, 2014) uvádí, že úvahy o původu hydronyma lze shrnout do tří okruhů podle jazykového určení předpokládaného zdroje: zdroj germánský, keltský a staroevropský. Název řeky v němčině a nizozemštině zní Elbe, v dánštině Elben a v dolnoněmčině Elv. Autoři uvádějí, že než řadit Labe ke germánskému zdroji kvůli staroseverskému elfr, islandskému elfur, faerskému elfur/elva, norskému a dánskému elv, švédskému älv, to vše ve významu „řeka“, ve švédském dialektu älv ve významu „zahloubené koryto řeky“ či älve „příkrý říční břeh“ a středoněmeckému elve „koryto řeky“, je pravděpodobnější, že došlo ke změně propria v apelativum, viz scholie (přídavky) k dílu Adama z Brém z 11. století, kde se mluví o řece Albiae Saxonum: „Gothelba fluvius a Nordmannis Gothiam separat magnitudine non impar est Albiae Saxonum, unde ille nomen sortitur.“ – v překladu Libuše Hrabové: „Řeka Gothelba [dnes Göta Älv] dělí Gothii od Norska. Mohutností se rovná saskému Labi, od něhož pochází i její jméno.“ O zdroji keltském uvádějí, že předgermánské hydronymum Labe nenese rysy charakteristické pouze pro keltské jazyky. Obdobná říční jména se vyskytují nejen na územích obývaných kdysi Kelty, ale i daleko za jejich hranicemi.
Slované se s hydronymem Labe seznámili nejdříve během 6. století. Západoslovanské formy jako polabské Labi, hornolužické Łobjo, dolnolužické Łobje, polské Łaba, staročeské Labě, české Labe odrážejí výchozí praformu *Olbъji (v genitivu *Olbъję). Podle Bichlmeiera a Blažka lze odtud spekulovat, že v době kontaktu v západogermánských dialektech tehdejších obyvatel v povodí Labe mělo hydronymum zřejmě podobu *Albī, v genitivu *Alb(i)jōz. Zhruba mezi roky 750 a 850 získalo hydronymum na západoslovanské půdě podobu Labъji (v genitivu Labъję).
Z hlediska sémantické typologie jsou možné dva výklady pojmenování řeky: „bílá“ nebo „pomalá“, přičemž autoři považují za přesvědčivější „bílá“.
Labe je označováno za jedinou českou řeku, jejíž český název není ženského rodu. Ve starší češtině (do 17. století) se vedle středního rodu Labe vyskytoval i ženský rod Labě („bydlíme u samé Labě“). Podle článku z roku 1970 se Labe v ženském rodu (vedle středního rodu) vyskytuje i v obecné češtině.

## Kilometráž
Kilometráž Labe vznikla v 19. století, kdy Vltava byla staničena po proudu. Labe bylo bráno jako navazující vodní cesta a od Mělníka po proudu bylo staničeno od nuly, úsek Labe nad soutokem byl využíván v podstatě jen k zámku v Obříství. Ve 30. letech 20. století pokračovalo splavňování středního Labe, a aby nemusel být přeznačován úsek pod Mělníkem, bylo střední Labe značeno rovněž od Mělníka, ale proti proudu – roku 1938 bylo staničení vyznačeno až do Kolína. Teprve poté bylo otočeno i staničení Vltavy do směru proti proudu, čímž se soutok u Mělníka stal nulovým bodem již třetího úseku.
Na českém úseku Labe se do roku 2008 používalo pět různých kilometráží, které se rozlišují názvy nejstarší, plavební, jednotná říční, administrativní a digitální.
- Nejstarší kilometráž Labe má nulový bod v úrovni špičky ostrohu mezi Labem a Vltavou na jejich soutoku, na (českém) dolním Labi je vedena po směru toku až do km 109,27 v Hřensku, kde státní hranice protíná pravý břeh, na středním Labi proti toku. Podkladem byl Podélný profil řeky Labe, který vydala Geodesie Praha roku 1960. Tato kilometráž byla značena betonovými bloky kolem břehové hrany, hektometrovníky byly tvořeny betonovými trámci a půlkilometrovníky a kilometrovníky měly na sobě výškový bod nivelace jadranského systému; značení končilo pod jezem ve Veletově. Dnes toto značení již není udržováno.[6]
- Plavební kilometráž Labe byla v letech 1976–1978 vyznačena tabulemi (kilometrovníky, půlkilometrovníky a hektometrovníky) na sloupech v celém úseku středního Labe po úpravách řeky (zejména úseku Veletov – Týnec nad Labem), provedených v letech 1974–1976. V úseku Hřensko – Veletov se shoduje s nejstarší kilometráží. Na středním Labi byla vyznačena až po řkm 102,10 na konci přístavu Chvaletice. Byla vyznačena na plavebních mapách Labe z nakladatelství Kartografie Praha v měřítku 1 : 5000 (Chvaletice–Mělník vydána roku 1977, Mělník–Hřensko roku 1978).[6] Kilometráž v úseku Chvaletice – Kunětice není v terénu vyznačena vůbec.[6]
- Jednotná říční kilometráž byla vyhlášena ředitelem tehdejší státem vlastněné akciové společnosti Povodí Labe příkazem s platností od 15. 5. 1997 na základě doporučení skupiny MKOL. Nulu má v místě dosavadního kilometru 109,270 nejstarší kilometráže v Hřensku a celá je počítána proti toku řeky. Na českém dolním Labi se tak obrátil směr staničení a zároveň se nominální délka úseku o necelý kilometr zvýšila následkem přeměření, na českém středním Labi se dosavadní hodnoty zvýšily o konstantu 110,035 km. Jednotná říční kilometráž však nebyla vyznačena v terénu.[6]
- Administrativní kilometráž vychází z Jednotné říční kilometráže a z technicko-provozní evidence Labe (TPE), kterou zpracovalo Povodí Labe v Hradci Králové v letech 1968–1972. Počátek má u Hřenska v bodě 109,240 plavební kilometráže. Na administrativní kilometráž je navázána technicko-provozní evidence jezů, plavebních komor, elektráren, mostů, zaústění, uvazovacích kruhů atd.[6]
- Digitální kilometráž se týká digitálně zkonstruované osy vodního toku v daném čase. Používá se jen pro hydrotechnické výpočty, pro značení v terénu a evidenci objektů je kvůli proměnlivosti nevhodná.[6]
- Evropská kilometráž má nulu v místě vyústění řeky Labe do Severního moře a směřuje proti toku až k prameni Labe. Česká kilometráž začíná u severního patníku státní hranice, v řkm 726,26, avšak jako předávací bod byl ČR a SRN dohodnut km 730 v místě dosavadního německého kilometru 0, u jižního patníku státní hranice; dosavadní nule u Mělníka odpovídá hodnota 837,37 a přístavu Chvaletice 940,15[3] (940,20).[7] Evropská osa kilometráže byla definována jako osa plavební dráhy a v terénu bude až po Kunětice vyznačena novými tabulemi (kilometrovníky, půlkilometrovníky a hektometrovníky), a to přednostně na levém břehu, a kde to není možné, tam na pravém. Současně mají být přeznačeny kilometráže velínů plavebních komor. Nová kilometráž je v českém úseku platná od 1. ledna 2009,[3] přeznačování bylo zahájeno přípravnými pracemi roku 2008[3][6] a fakticky začátkem roku 2009[3]. Kilometráž byla zavedena na základě požadavku Směrnice Evropského parlamentu a Rady 2005/44/ES ze dne 7. září 2005 o harmonizovaných říčních informačních službách (RIS) na vnitrozemských vodních cestách ve Společenství.[3] Německý úsek zůstane prozatím značen po proudu od jižního patníku státní hranice; v úseku, v němž po Labi vede státní hranice, zůstane jen německé značení.[3]

Plavební kanály mají svou vlastní kilometráž, která je vedena od špičky ostrova směrem proti toku řeky a zpravidla vyznačena i v terénu, obvykle betonovými pásky v břehovém opevnění.

## Průběh toku

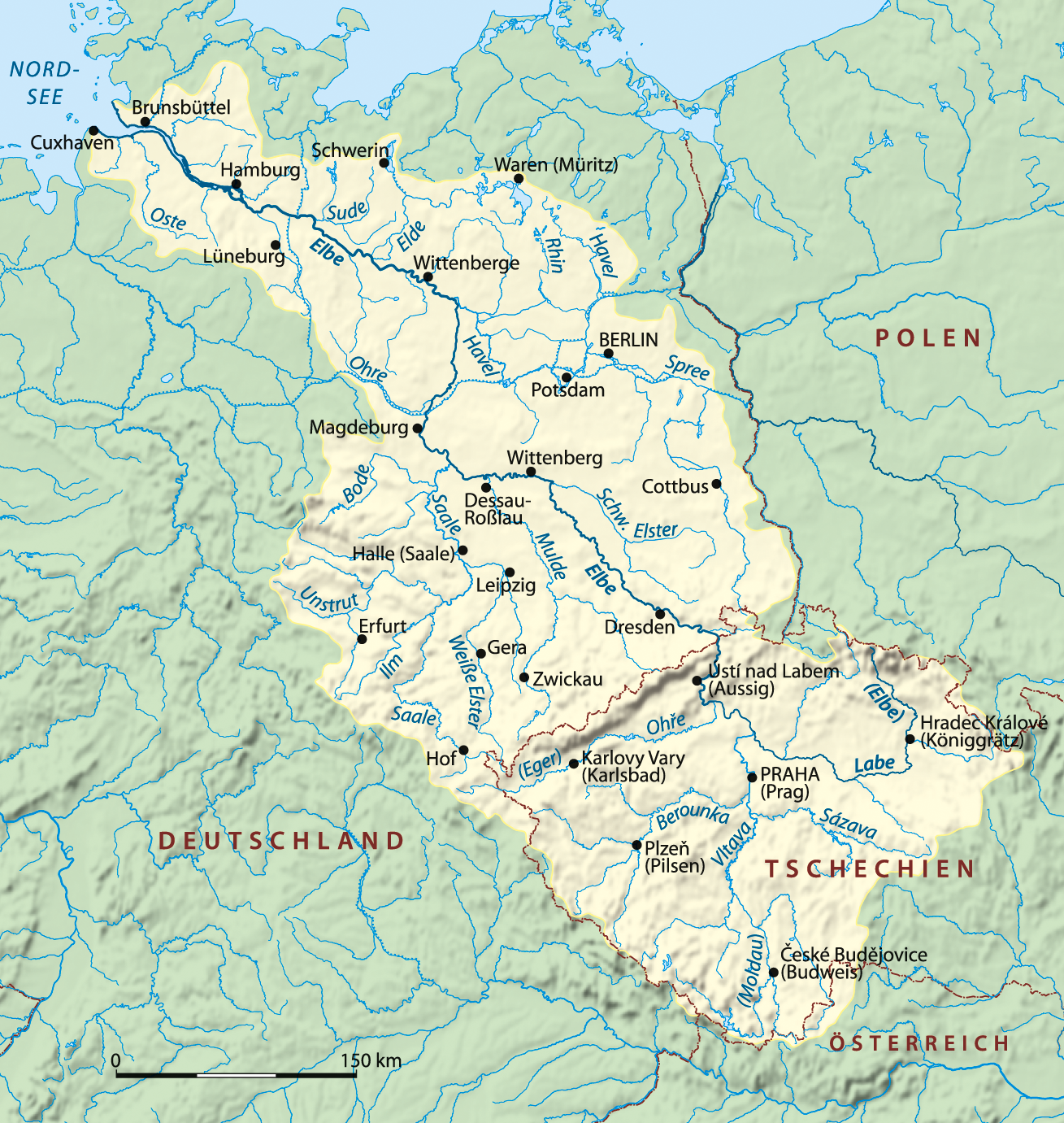
Povodí Labe

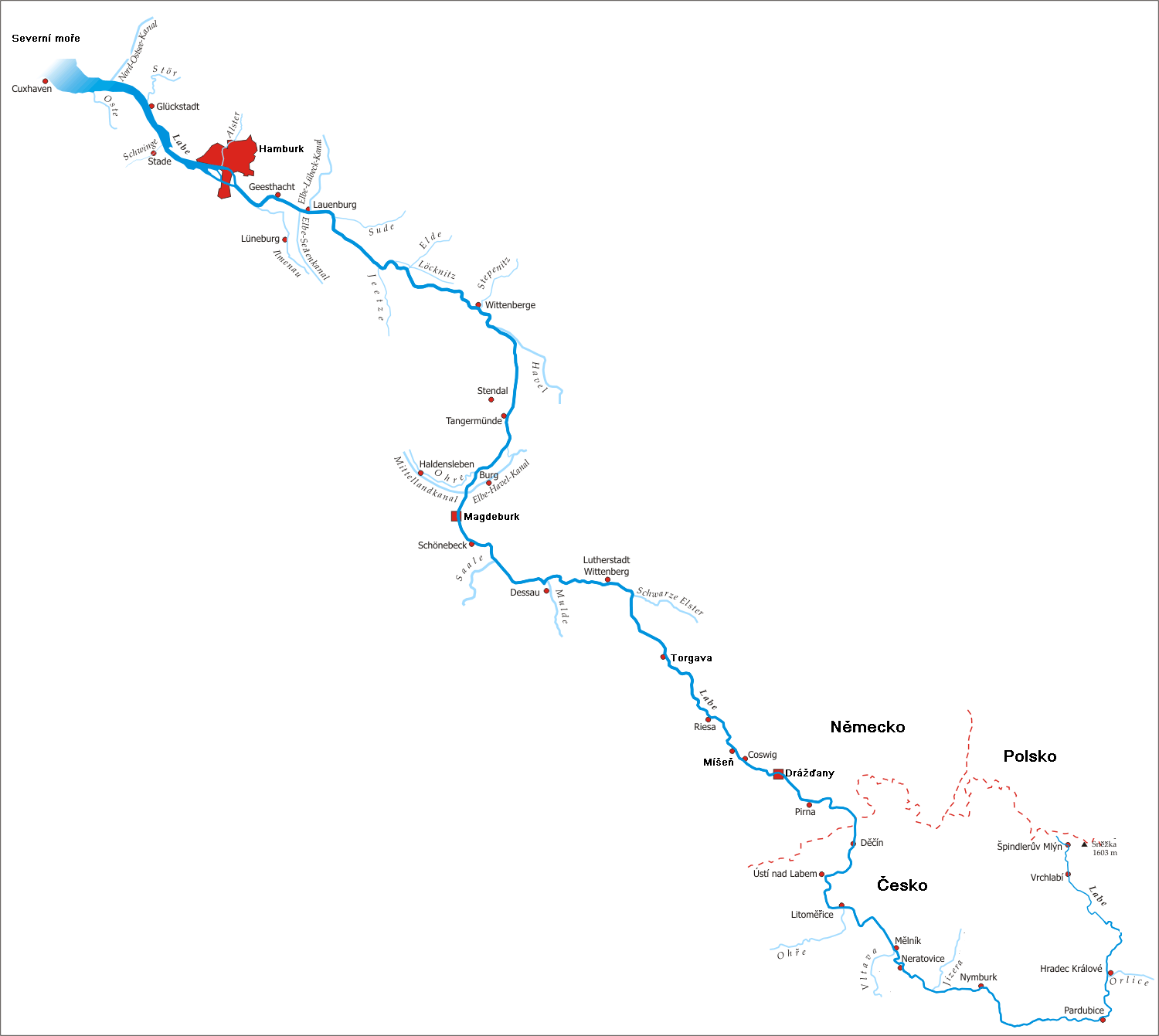
Mapa toku řeky Labe

### Česko

#### Pramen
Pramení v nadmořské výšce 1386 m v rašeliništi na Labské louce, v těsném sousedství státní hranice s Polskem. Pod Labskou boudou spadá Labským vodopádem do Labského dolu.

#### Horní tok
Mezi městy Špindlerův Mlýn a Vrchlabí protéká úzkou Labskou soutěskou, víceméně jižním směrem. Od Vrchlabí po Jaroměř je charakter krajiny podhorský a řeka teče směrem jihovýchodním. Významnějšími přítoky na tomto horním toku jsou jen Bílé Labe, Malé Labe, Čistá a Pilníkovský potok (všechny levostranné). Nedaleko Dvora Králové nad Labem se nachází přehrada Les Království, pozoruhodná zejména stylovým stavebním provedením.
V Jaroměři se v nadmořské výšce 260 m do Labe zleva vlévá řeka Úpa a nedaleko pod ní, u Josefova, řeka Metuje. Údolí řeky se výrazně rozšiřuje a až po soutok s Ohří u Litoměřic se obecně nazývá Polabím. Dalšími levými přítoky jsou Orlice v Hradci Králové (ve městě pozoruhodná secesní vodní elektrárna s mostem a oblíbené Jiráskovy sady s přeneseným roubeným kostelíkem z východního Slovenska), Loučná u Sezemic nedaleko Kunětické hory a Chrudimka v Pardubicích. Od Jaroměře do Pardubic sleduje tok řeky Labe obecně jižní směr. V Pardubicích se řeka stáčí k západu a tímto směrem pokračuje až do Kolína, kde opět mění směr k severozápadu. Tímto směrem se pak obecně ubírá až k Ústí nad Labem.
Od Chvaletic, kde je přístav, původně sloužící dovozu paliva pro místní uhelnou elektrárnu, je řeka výrazně regulována. Mezi Pardubicemi a Mělníkem též přibírá několik menších levostranných přítoků: Doubravu u Záboří nad Labem; Klejnárku u Starého Kolína; Výrovku nedaleko Nymburka; a Výmolu před Čelákovicemi. Prvním významným pravostranným přítokem Labe je u Poděbrad řeka Cidlina. U tohoto soutoku se nalézá národní přírodní rezervace Libický luh, jež představuje největší souvislý komplex úvalového lužního lesa v Čechách (asi 500 ha).
V Nymburce se do Labe zprava vlévá říčka Mrlina, jež kolem centra města tvoří oblouk připomínající vodní příkop a jež chránila zdejší původní slovanskou osadu Ústí (Usk). Při soutoku s pravostrannou Jizerou poblíž Staré Boleslavi se prostírají rozsáhlé lesy, v nichž leží i jeden ze zdrojů pitné vody pro hlavní město Prahu, vodárenský komplex Káraný, v provozu od roku 1911. Kromě soutoku Labe s Vltavou (156 m n. m.) se v okolí Mělníka vlévají též dva pravostranné přítoky regionálního, především turistického a vodárenského významu: říčky Pšovka (protéká Kokořínským dolem a tvoří osu Kokořínska) a Liběchovka. Obě říčky tvoří výrazná hluboká údolí s rozsáhlými luhy.
Širé a úrodné Polabí uzavírá soutok Labe s Ohří proti Litoměřicím. Od Lovosic se Labe noří do hlubokého kaňonu, zvaného Česká brána (Porta Bohemica), jež prochází napříč Českým středohořím. Zde, konkrétně u Libochovan, je Labe na území Česka nejširší – až 320 m. V Ústí nad Labem řeka přibírá levostranný přítok Bílinu; v Děčíně zprava Ploučnici a v Hřensku zprava Kamenici. Poměrně úzkým a sevřeným údolím pak pokračuje až ke státní hranici s Německem u Hřenska, jež je nejníže položeným bodem Česka (115 metrů nad mořem). Území Česka Labe opouští hlubokou roklí tvořenou Labskými pískovci.

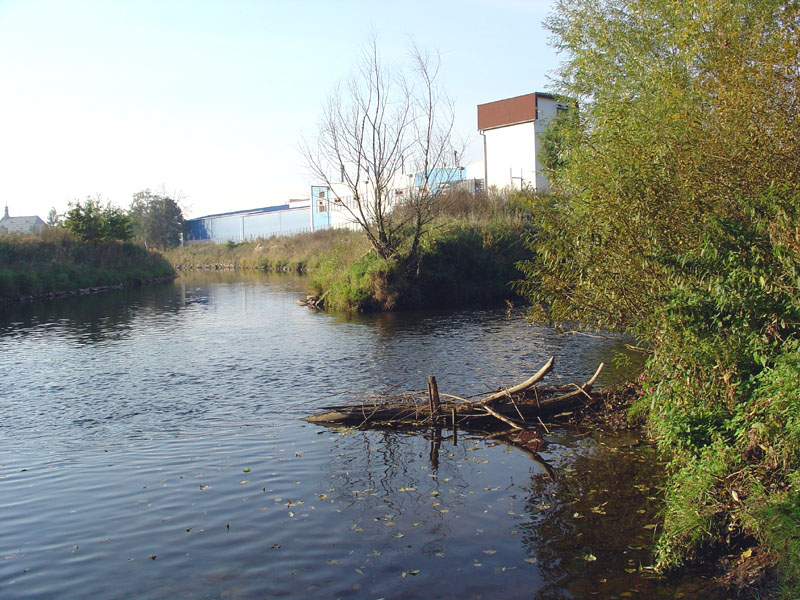
Soutok řek Labe a Úpy v Jaroměři
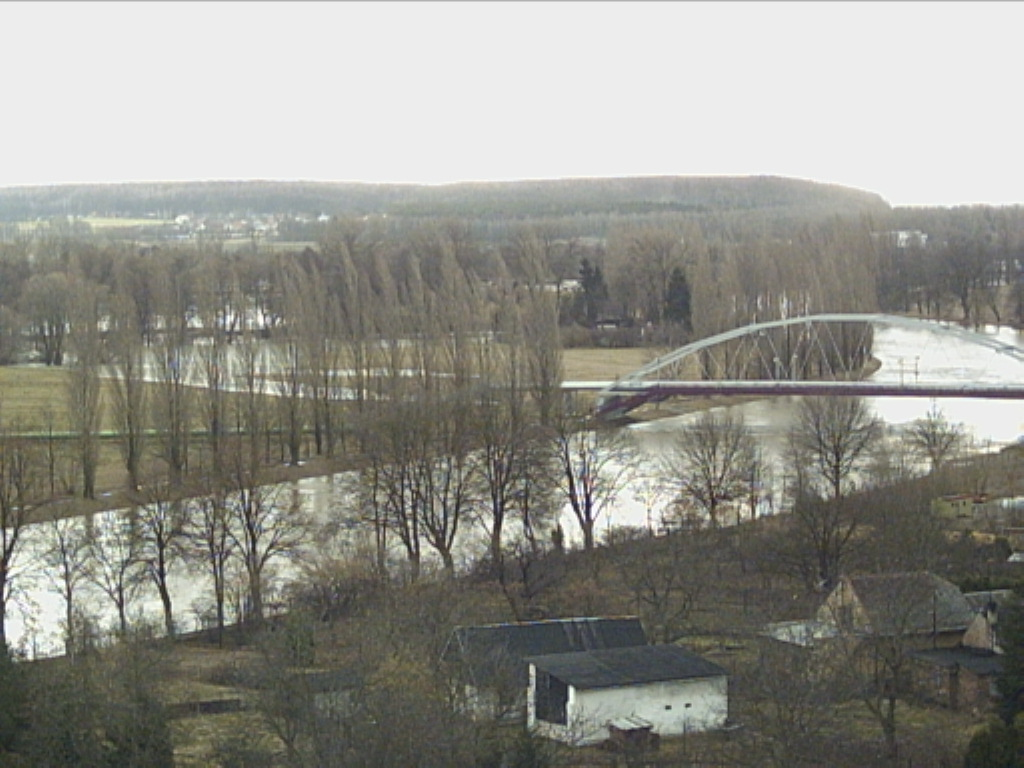
Rozvodněné Labe v Hradci Králové
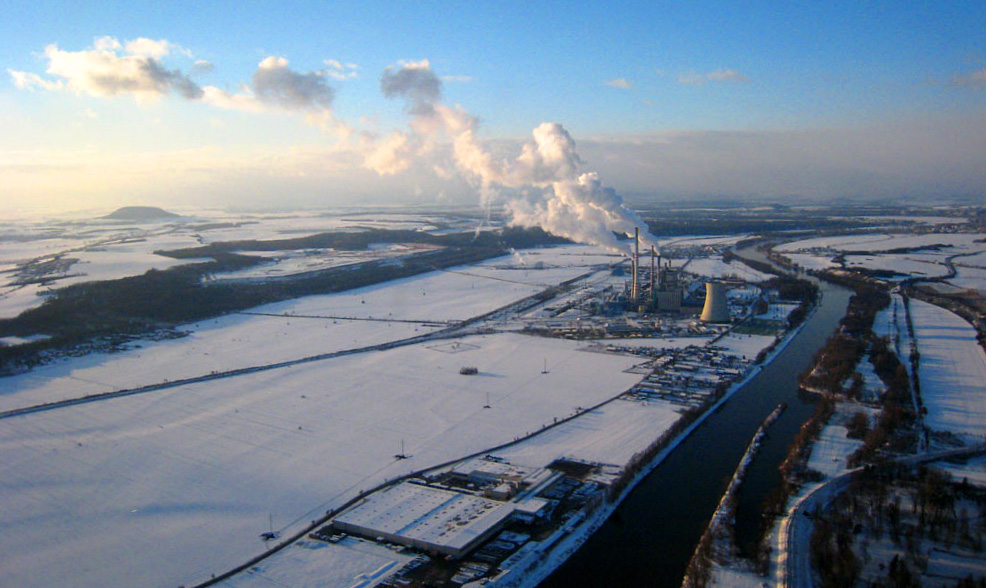
Labe u Křivenic s Elektrárnou Mělník
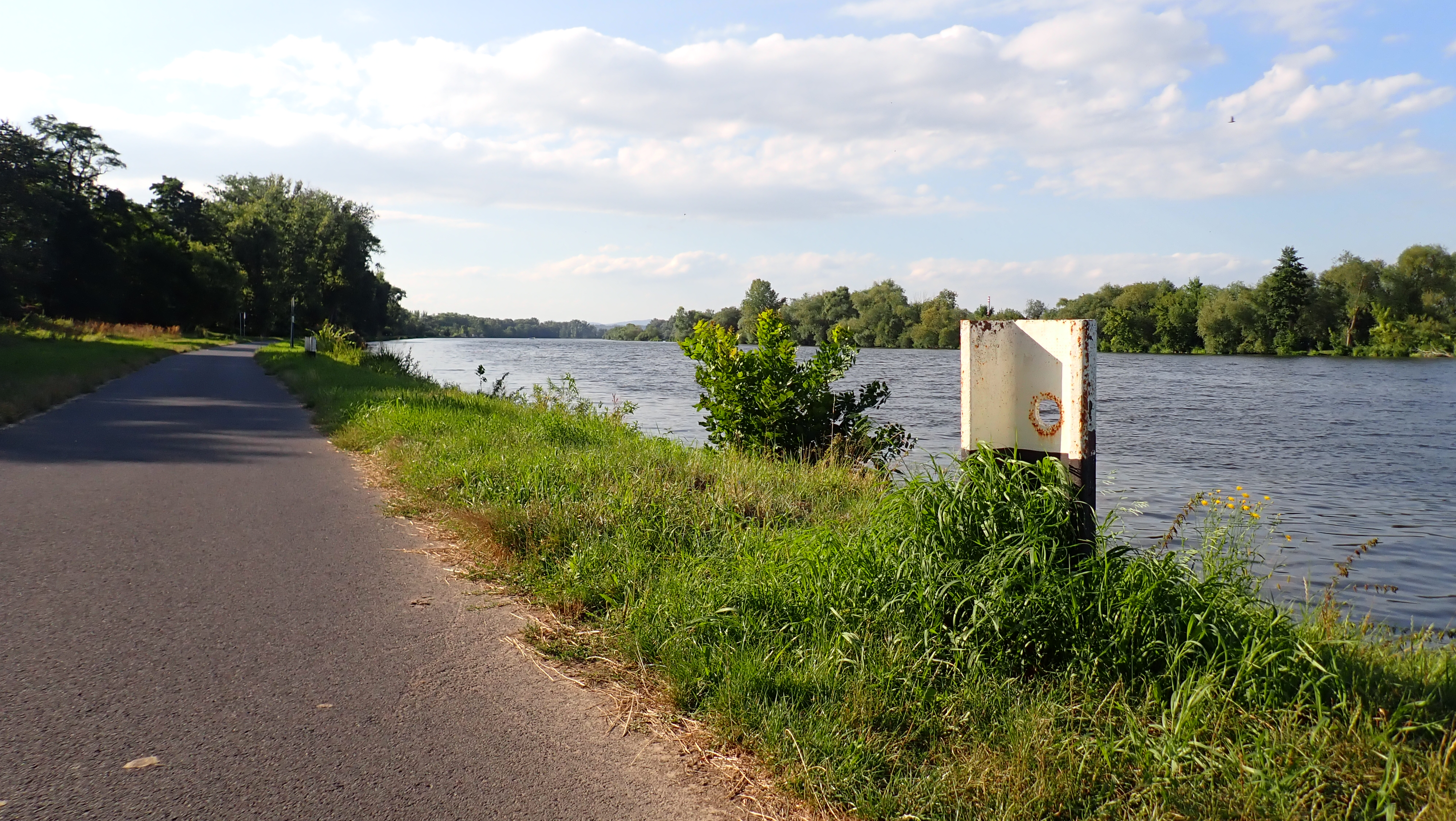
Regulované Labe pod Mělníkem
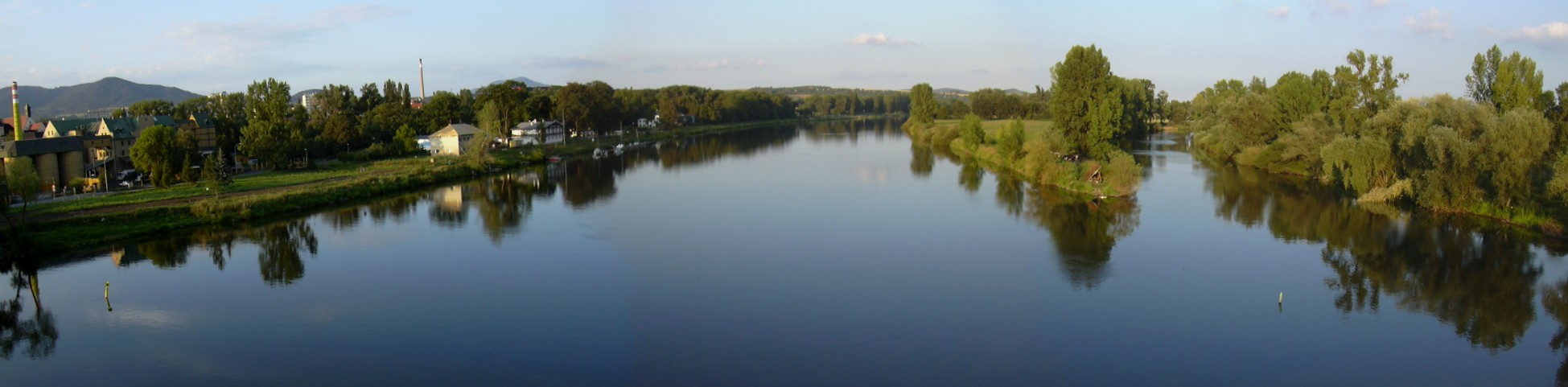
Soutok Labe a Ohře v Litoměřicích
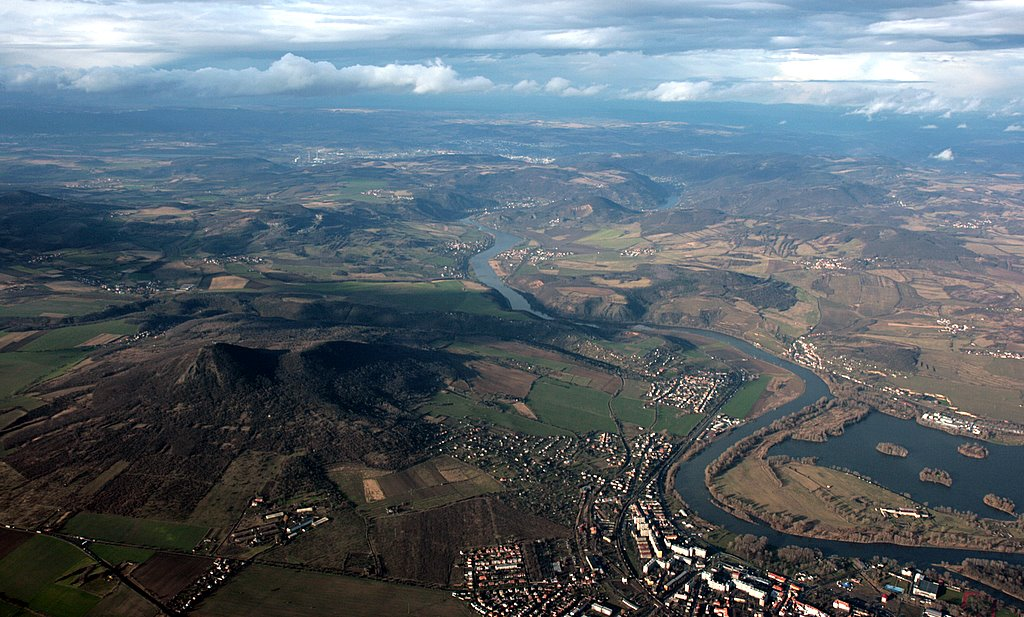
Labe u Lovosic
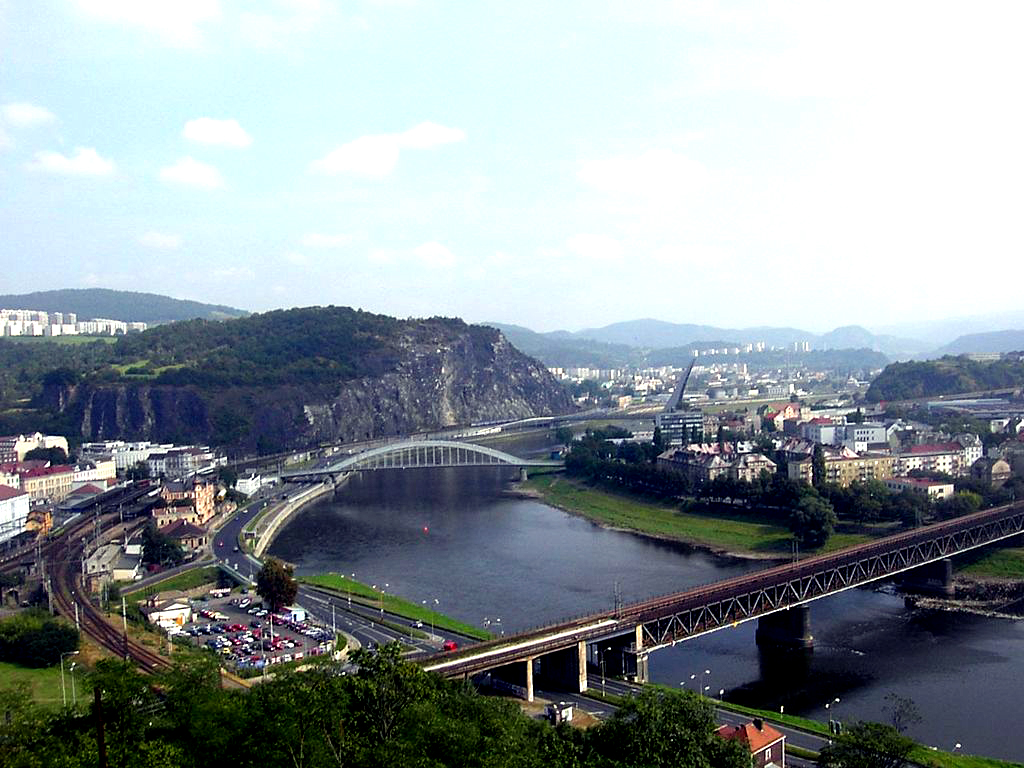
Labe na soutoku s Bílinou v Ústí nad Labem.

### Německo

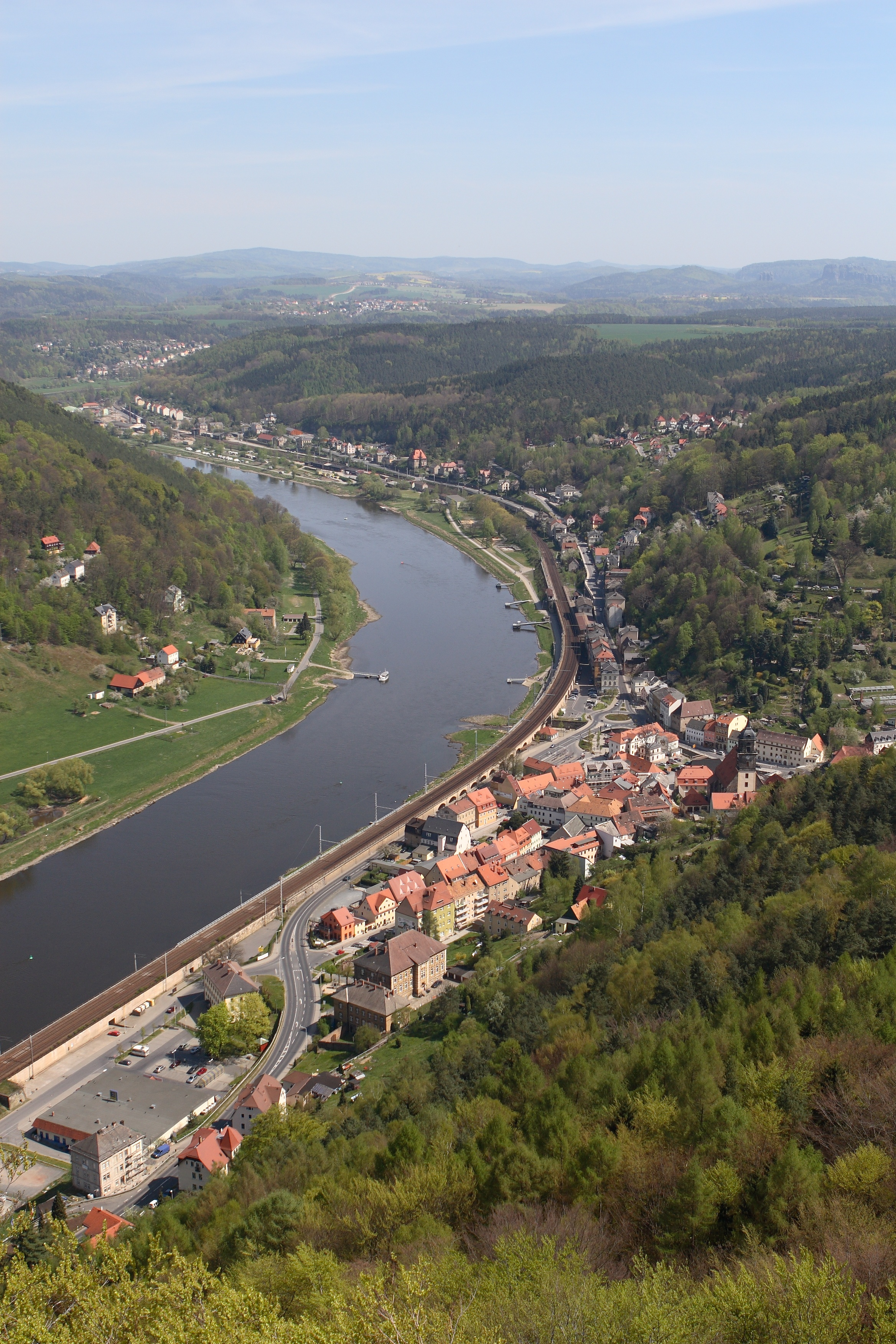
Labe nedaleko pevnosti Königstein v Německu

Na německé straně Labe pokračuje údolím Saského Švýcarska přes Pirnu severozápadním směrem. Od Pirny se Labská kotlina začíná rozšiřovat, řeka protéká Drážďany, kde je široká 100 až 150 m, Míšní a dále na své cestě vstupem do Severoněmecké nížiny vytváří četné meandry, které takto formují tok až k Hamburku. Labe protéká městy Torgau, Dessau. V této části se do Labe vlévají její nejmohutnější levostranné přítoky, Mulda a Sála. Severně od Magdeburgu se Labe pravostranně propojuje plavebním kanálem s Havolou, dále teče několik desítek km severním směrem, který se po pravostranném soutoku s Havolou opět mění na severozápadní.
Za městem Wittenberge tvořila řeka na dvou místech střeženou hranici mezi bývalým východním a západním Německem. Těsně před Hamburkem se řeka rozděluje na Severní Labe, protékající přes hamburský přístav a Jižní Labe, které se přístavu vyhýbá a umožňuje tak snadnější proplutí lodí přes město. Labe pak pokračuje dále na severozápad a jeho koryto široké 300 až 500 m se ještě více rozšiřuje až přechází v estuár. Poslední pravostrannou spojkou je plavební kanál, vedoucí přes Kiel do Baltského moře. U přístavu Cuxhaven ústí Labe do Severního moře. Estuár je dlouhý zhruba 100 km a dosahuje šířky 17 km.

### Přítoky

Schéma postupného narůstání průtoku Labe prostřednictvím jeho přítoků (čísla za jmény řek udávají průměrný průtok u ústí v m³/s)

- zleva
  - v Česku – Pudlava, Dvorský potok, Medvědí potok, Bílé Labe, Svatopetrský potok, Tabulový potok, Dřevařský potok, Richterova strouha, Vápenický potok, Malé Labe, Čistá, Východní potok, Pilníkovský potok, Kateřinský potok, Černý potok, Hartský potok, Kocbeřský potok, Drahyně, Běluňka, Úpa, Metuje, Smržovský potok, Malostranský potok, Orlice, Piletický potok, Biřička, Bohumilečský potok, Ředický potok, Loučná, Chrudimka, Jesenčanský potok, Bylanka, Podolský potok, Lánský potok, Struha, Švarcava, Brložský potok, Spytovický potok, Morašický potok, Doubrava, Klejnárka, Hořanský potok, Polepka, Pekelský potok, Bedřichovská svodnice, Nouzovský potok, Pňovka, Klipecká, Sokolečská strouha, Potůček, Výrovka, Mlýnský potok, Smradlák, Kounický potok, Výmola, Vinořský potok, Mlýnský potok, Vltava, Ohře, Modla, Bílina, Jílovský potok, Klopotský potok
  - v Německu – Biela, Rybný potok, Gottleuba, Müglitz, Weißeritz, Rehbockbach, Triebisch, Jahnabach, Ketzerbach, Mulda, Sála, Ohre, Tanger, Aland, Jeetzel, Ilmenau, Seeve, Este, Lühe, Schwinge, Oste, Medem
- zprava
  - v Česku – Pančava, Žlábský ručej, Korytová strouha, Medvědí ručej, Krakonošova strouha, Honzova strouha, Vojákův potok, Čerstvá voda, Sachrův ručej, Budská strouha, Šindelova strouha, Hlemýždí potok, Hamerský potok, Bělá, Principálek, Sovinka, Kalenský potok, Debrnský potok, Borecký potok, Brusnický potok, Netřeba, Jezbinský potok Jordán, Trotina, Olšovka, Strašovský potok, Svárava, Veletovský potok, Hluboký potok, Bačovka, Cidlina, Mrlina, Vlkava, Mlynařice, Jizera, Košátecký potok, Pšovka, Liběchovka, Úštěcký potok, Blatenský potok, Luční potok, Pokratický potok, Tlučeňský potok, Rytina, Němčický potok, Průčelský potok, Novoveský potok, Kojetický potok, Bahniště, Olešnický potok, Homolský potok, Luční potok, Těchlovický potok, Kamenička, Ploučnice, Kamenice
  - v Německu – Křinice, Lachsbach, Wesenitz, Prießnitz, Lößnitzbach, Gosebach, Černý Halštrov, Havola, Rossel, Stepenitz, Löcknitz, Sude, Elde, Delvenau, Bille, Alstera, Flottbek, Wedeler Au, Pinnau, Krückau, Stör, Ramme, Mehe, Mehe-Aue, Twiste, Bever

### Významná města na Labi
Špindlerův Mlýn, Vrchlabí, Hostinné, Dvůr Králové nad Labem, Jaroměř, Hradec Králové, Pardubice, Přelouč, Kolín, Poděbrady, Nymburk, Lysá nad Labem, Čelákovice, Brandýs nad Labem-Stará Boleslav, Neratovice, Mělník, Štětí, Roudnice nad Labem, Litoměřice, Lovosice, Ústí nad Labem, Děčín, Bad Schandau, Pirna, Drážďany, Míšeň, Torgau, Lutherstadt Wittenberg, Dessau, Magdeburg, Wittenberge, Hamburk, Cuxhaven

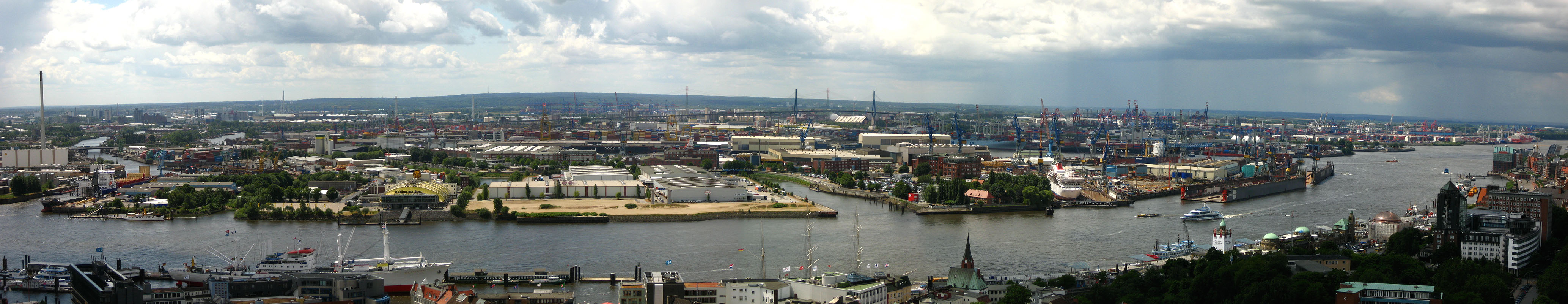
Labe v hamburském přístavu

#### Významné obce na Labi
Dolní Branná, Kunčice nad Labem, Prosečné, Dolní Olešnice, Chotěvice, Mostek, Dolní Brusnice Nemojov, Bílá Třemešná, Choustníkovo Hradiště, Stanovice, Kuks, Slotov, Heřmanice, Hořenice, Rasošky, Černožice, Holohlavy, Číbuz, Lochenice, Předměřice nad Labem, Vysoká nad Labem, Opatovice nad Labem, Bukovina nad Labem, Čeperka, Hrobice, Dříteč, Němčice nad Labem, Kunětice, Staré Hradiště, Srnojedy, Rybitví, Černá u Bohdanče, Živanice, Valy, Břehy, Semín, Řečany nad Labem, Kladruby nad Labem, Trnávka, Selmice, Labské Chrčice, Kojice, Záboří nad Labem, Veletov, Konárovice, Starý Kolín, Tři Dvory, Nová Ves I, Veltruby, Pňov-Předhradí, Velký Osek, Oseček, Libice nad Cidlinou, Kovanice, Písty, Kostomlátky, Sadská, Hradištko, Kostomlaty nad Labem, Ostrá, Semice, Přerov nad Labem, Káraný, Nový Vestec, Zápy, Borek, Záryby, Křenek, Tišice, Libiš, Tuhaň, Obříství, Dolní Beřkovice, Liběchov, Horní Počaply, Račice, Záluží, Kyškovice, Dobříň, Vědomice, Černěves, Židovice, Hrobce, Chodouny, Libotenice, Nučničky, Křešice, Počaply, Terezín, Mlékojedy, Žalhostice, Píšťany, Lhotka nad Labem, Malé Žernoseky, Velké Žernoseky, Libochovany, Prackovice nad Labem, Dolní Zálezly, Velké Březno, Povrly, Malé Březno, Těchlovice, Dobkovice, Malšovice, Ludvíkovice, Hřensko

### Vodní díla

#### České horní Labe
(V závorce uvedena kilometráž od Mělníka, bez závorky od státní hranice.)
- řkm (249,0) přehrada Labská, Špindlerův Mlýn
- řkm (248,9) jez
- řkm (248,7) jez
- řkm (242,5) jez
- řkm (241,7) jez (Herlíkovice)
- řkm (240,9) jez (Podžalý)
- řkm (239,9) jez
- řkm (239,8) jez (Hořejší Vrchlabí)
- řkm (239,3) jez
- řkm (237,9) jez nad Vrchlabskou soutěskou
- řkm (236,8) vysoký jez (Vrchlabí)
- řkm (236,0) vysoký jez (Vrchlabí)
- řkm (235,2) jez
- řkm (233,8) jez (Podhůří)
- řkm (232,2) jez Dolní Branná
- řkm (231,3) jez
- řkm (227,4) jez Klášterská Lhota
- řkm (223,9) jez (tento a další jezy v Hostinném)
- řkm (222,7) jez
- řkm (222,3) jez
- řkm (221,8) jez
- řkm (219,7) jez
- řkm (218,7) jez
- řkm (216,7) jez
- řkm (214,2) jez (poškozený)
- řkm (206,9) přehrada Les Království, Dvůr Králové nad Labem
- řkm (206,8) jez
- řkm (202,0) vysoký jez (Dvůr Králové nad Labem)
- řkm (201,7) menší jez (Dvůr Králové nad Labem)
- řkm (200,4) jez
- řkm (195,1) jez (Žireč)
- řkm (191,9) jez Stanovice
- řkm (186,2) jez Heřmanice nad Labem
- řkm (183,6) jez (rozvalený)
- řkm (181,7) jez (Jaroměř)
- řkm (181,3) jez (Jaroměř)
- řkm (180,3) jez Jaroměř centrum
- řkm (177,8) jez Jaroměř, nad soutokem s Metují
- řkm 281,763 (171,7) jez Smiřice
- řkm 274,315 (164,4) jez Předměřice
- řkm 268,444 (158,4) jez Hučák, Hradec Králové
- řkm (152,6) jez u Opatovického kanálu

#### České střední Labe
(Uvedena Evropská kilometráž s nulou při ústí Labe do Severního moře, v závorce uvedena kilometráž od státní hranice a od Mělníka.)
- řkm 968,153 – (240,818) – (130,783) – zdymadlo Pardubice
- řkm 961,524 – (234,818) – (124,154) – zdymadlo Srnojedy
- řkm 951,905 – (224,570) – (114,535) – zdymadlo Přelouč
- řkm 932,260 – (205,280) – (92,225) – zdymadlo Týnec nad Labem
- řkm 929,130 – (201,736) – (91,701) – zdymadlo Veletov
- řkm 920,690 – (193,228) – (83,193) – zdymadlo Kolín
- řkm 916,540 – (189,192) – (79,157) – zdymadlo Klavary
- řkm 911,770 – (184,368) – (74,350) – zdymadlo Velký Osek
- řkm 904,570 – (177,158) – (67,123) – zdymadlo Poděbrady
- řkm 896,384 – (169,035) – (59,009) – zdymadlo Nymburk
- řkm 891,440 – (164,015) – (53,980) – zdymadlo Kostomlátky
- řkm 887,580 – (160,173) – (50,138) – zdymadlo Hradištko
- řkm 878,050 – (150,698) – (40,663) – zdymadlo Lysá nad Labem, jeho součástí je i rybí přechod
- řkm 872,280 – (144,980) – (34,950) – zdymadlo Čelákovice
- řkm 865,080 – (137,913) – (27,878) – zdymadlo Brandýs nad Labem
- řkm 857,420 – (130,158) – (20,127) – zdymadlo Kostelec nad Labem
- řkm 850,320 – (123,015) – (12,997) – zdymadlo Lobkovice
- řkm 843,133 – (116,181) – (6,146) – zdymadlo Obříství
- řkm 839,535 – (112,235) – (2,165) – bývalé zdymadlo Hadík

#### České dolní Labe
(Uvedena Evropská kilometráž s nulou při ústí Labe do Severního moře, v závorkách kilometráž od Mělníka ve směru po proudu.)
- řkm 830,530 – (6,675) – zdymadlo Dolní Beřkovice
- řkm 818,720 – (18,165) – zdymadlo Štětí
- řkm 808,790 – (27,310) – zdymadlo Roudnice nad Labem
- řkm 795,330 – (41,210) – zdymadlo České Kopisty
- řkm 787,430 – (49,295) – zdymadlo Lovosice
- řkm 767,484 – (68,870) – zdymadlo Střekov, jeho součástí je i rybí přechod

#### Německé Labe
(Uvedena kilometráž od státní hranice s ČR po proudu.)
- řkm 585,860 – zdymadlo Geesthacht

## Vodní režim
Nejvyšších vodních stavů dosahuje na jaře, což způsobuje tající sníh. V létě hladina klesá, přičemž dešťové srážky mohou v tomto období způsobit náhlé vzestupy hladiny. Po zbývající část roku je úroveň hladiny vyšší. Průměrný průtok vody na česko-německé hranici činí 311 m3/s−1 a na dolním toku (ve vodoměrné stanici Neu Darchau) 711 m3/s−1. Mořský příliv se projevuje do vzdálenosti 141,8 km proti toku. Kolísání hladiny řeky v jejím slapovém úseku a v důsledku vzdutí následkem silného větru může dosáhnout až 9 metrů. Zámrz na úsecích řeky Labe ovlivňuje mj. teplotní průběh, velikost odtoku a využívání toku pro lodní dopravu, přičemž proti proudu toku počet dní zámrzu klesá.
| místo                            | říční km | plocha povodí | průměrný průtok (Qa) | stoletá voda (Q100) |
| -------------------------------- | -------- | ------------- | -------------------- | ------------------- |
| Špindlerův Mlýn                  | 358,90   | 61,16 km²     | 2,1 m³/s             | 175 m³/s            |
| Dolní Olešnice                   | 326,80   | 299,59 km²    | 6,1 m³/s             | 301 m³/s            |
| Bílá Třemešná                    | 316,40   | 532,01 km²    | 8,3 m³/s             | 294 m³/s            |
| Němčice                          | 253,30   | 4300,51 km²   | 46,2 m³/s            | 793 m³/s            |
| Přelouč                          | 224,20   | 6435,02 km²   | 56,4 m³/s            | 956 m³/s            |
| Nymburk                          | 168,40   | 9724,30 km²   | 71,8 m³/s            | 1150 m³/s           |
| Brandýs nad Labem-Stará Boleslav | 137,90   | 13109,19 km²  | 99,3 m³/s            | 1390 m³/s           |
| Mělník                           | 109,50   | 41837,98 km²  | 252,0 m³/s           | 4150 m³/s           |
| Ústí nad Labem                   | 39,25    | 48540,85 km²  | 271,0 m³/s           | 4290 m³/s           |

## Vodní doprava
Vodní doprava na Labi a Vltavě je doložena již od doby bronzové. Rozvoj moderní vodní dopravy nastal v 18. století. Roku 1764 zřídila rakouská vláda plavební komisi, roku 1766 plavební fond a v roce 1770 Plavební vodní ředitelství, z nějž se později vyvinulo Ředitelství vodních cest. Roku 1777 vydala císařovna Marie Terezie Navigační patent, který nadřadil plavbu jiným způsobům využívání řeky, vyhlásil splavné toky za majetek státu, čímž stát zavázal k nesení nákladů za rozvoj a údržbu vodních cest. V Děčíně v Rozbělesích vznikl roku 1857 ochranný přístav. V letech 1897–1913 byla budována soustava zdymadel na Vltavě i Labi a laterální plavební kanál u Hořína; byla založena „Komise pro kanalizování Vltavy a Labe v Čechách“. 11. června 1901 byl přijat říšský Vodocestný zákon, který umožnil kanalizovat Labe z Mělníka ke Střekovu a splavnit Labe z Mělníka do Brandýsa nad Labem. V plánech pokračovalo i Československo, které roku 1936 dokončilo zdymadlo u Střekova.
Smlouvou z Versailles se stala plavba na Labi předmětem mezinárodní Labské komise, se sídlem v Drážďanech. Statut Komise byl podepsán v Drážďanech 22. února 1922. Články 363 a 364 Versaillské smlouvy, bylo Československo oprávněno k pronájmu vlastního přístavního pásma, Moldauhafen v Hamburku. Nájemní smlouva s Německem byla, pod dohledem Spojeného království, podepsána dne 14. února 1929 a skončí v roce 2028; od roku 1993 drží Česko právní postavení bývalého Československa.
Pro vodní dopravu je Labe splavné od ústí do Severního moře po Přelouč v celkové délce 950 km, přičemž je připravováno průběžné splavnění o dalších 24 km až do Pardubic.
Do Hamburku je splavné pro námořní lodě, po odbočení Labského laterálního průplavu je kanalizovaným tokem třídy VIb mezinárodní klasifikace vnitrozemských vodních cest. Dále proti proudu je většina jeho toku regulována, od Ústí nad Labem kanalizována. Po Mělník se jedná o vodní cestou třídy Va a po Přelouč resp. Pardubice pak vodní cestou třídy IV. Systémem kanálů je spojené s Baltským mořem, Rýnem, Vezerou, Emží a Odrou.
Labe je jedinou spojnicí českých vodních cest vltavsko-labského systému se sítí evropských vodních cest a vzhledem k tomu, že je na základě plavebních akt z roku 1821 z Mělníka po ústí do moře prohlášeno za mezinárodní vodní cestu se svobodným přístupem plavidel všech národností, je naší jedinou svobodnou spojnicí s mořem a prostřednictvím jeho mezinárodních vod prakticky s celým světem. Díky tomu je možno z Česka vyvážet a do nich dovážet zboží nezatížené přepravními poplatky cizích států, na jejichž výši nemá Česko vliv. Tím labská plavba pouhou svou existencí funguje jako regulátor ceny českého exportu a importu a tím přispívá ke konkurenceschopnosti české ekonomiky.
Kvůli prudké změně sklonu dna u Dolního Žlebu pod Děčínem má český regulovaný úsek mnohem horší plavební podmínky než zbytek toku, což způsobuje nespolehlivost vodní dopravy kvůli dlouhým obdobím, kdy musí být plavba zastavena pro nízký přípustný ponor.

## Příroda

### Fauna
Díky výraznému zlepšení čistoty vody po roce 1990 se do Labe po dlouhé době vrátila dříve vzácná fauna, zejména losos, vydra říční a bobr evropský. Mezi ptáky obývající údolí Labe patří např. potápka malá, volavka popelavá, volavka bílá, kormorán velký, ledňáček říční, břehule říční, kulík říční a morčák velký.

### Ochrana přírody
Velkoplošná chráněná území přírody podél českého toku Labe – Krkonošský národní park, CHKO České středohoří, CHKO Labské pískovce, Národní park České Švýcarsko

## Mlýny
Mlýny jsou seřazeny po směru toku řeky.
- Špindlerův mlýn – Špindlerův Mlýn čp. 11, okres Trutnov
- Šporkův mlýn – Stanovice, okres Trutnov, kulturní památka
- Pevnostní mlýn – Josefov u Jaroměře, okres Náchod, kulturní památka
- Kydlinov – Hradec Králové
- Klavarský mlýn – Klavary čp. 34, Nová Ves I, okres Kolín
- Drahelický mlýn – Kostomlátecká č.p. 208, Nymburk-Drahelice, okres Nymburk, kulturní památka
- Vodní mlýn v Lázních Toušeni – Lázně Toušeň čp. 30, okres Praha-východ
- Podzámecký mlýn v Brandýse nad Labem (865,2 kilometr) – Brandýs nad Labem čp. 389/7, okres Praha-východ
- Mlýn v Roudnici nad Labem – Roudnice nad Labem čp. 297, okres Litoměřice

## Galerie

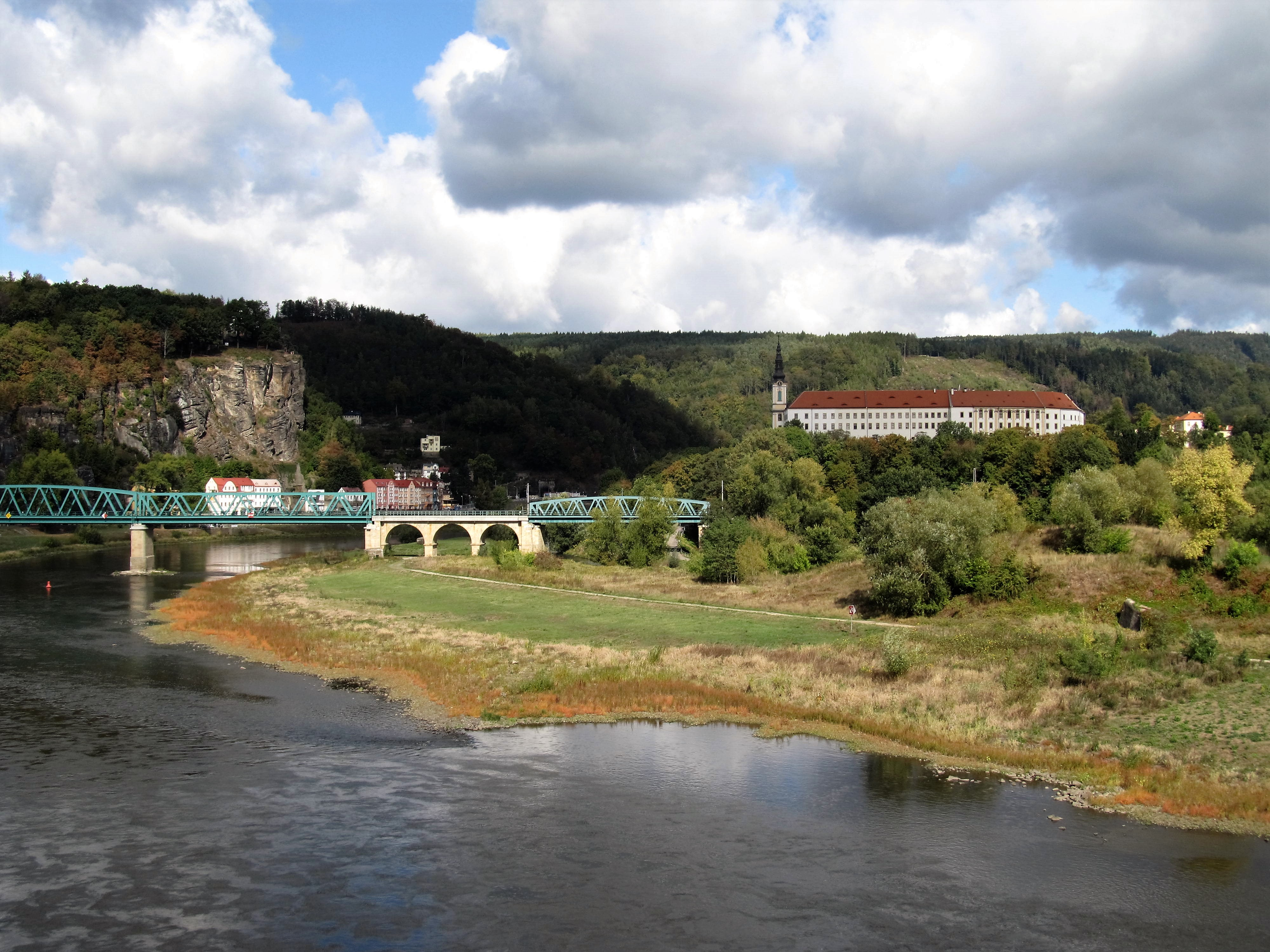
Labe v Děčíně
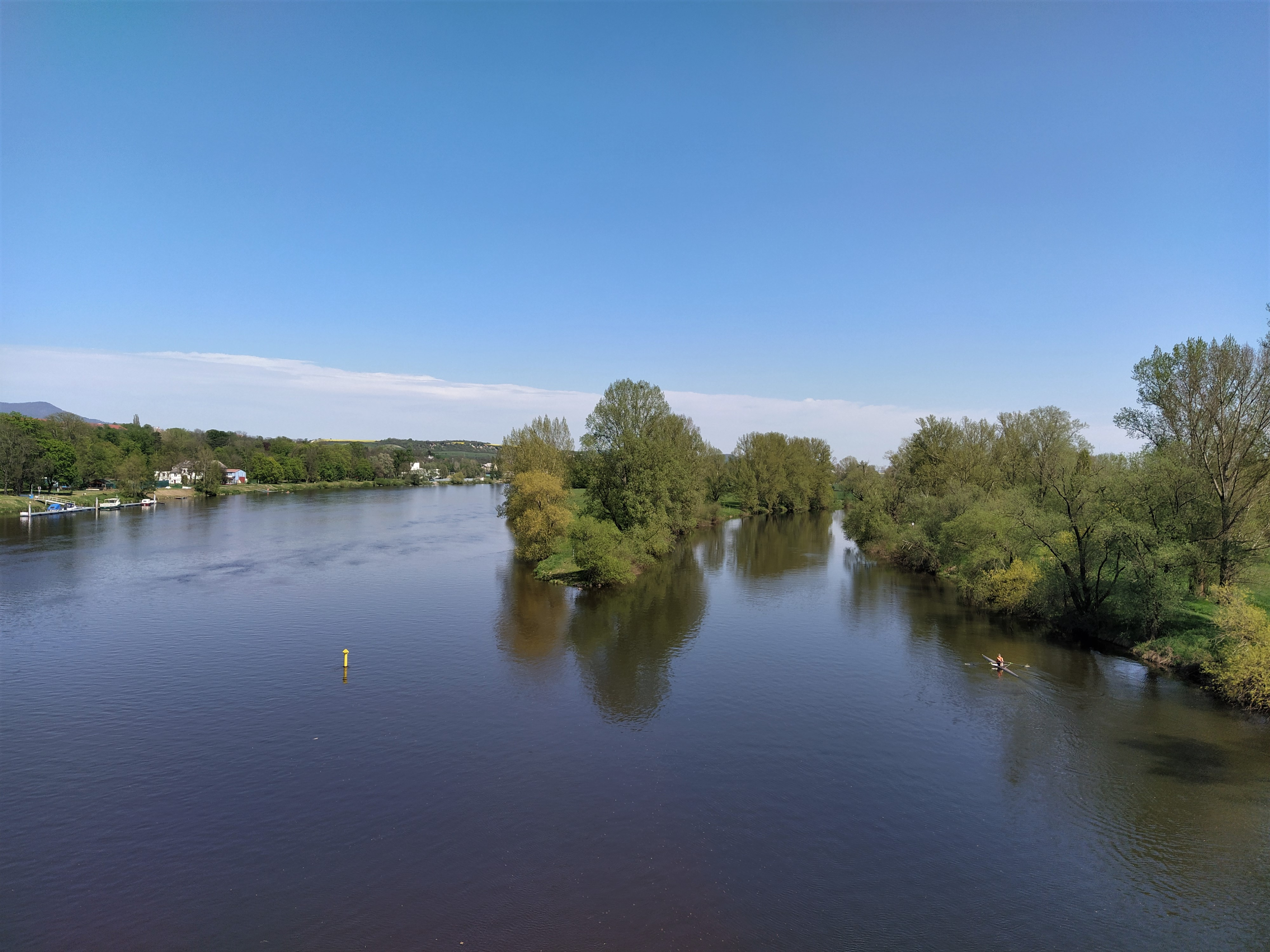
Soutok Labe a Ohře v Litoměřicích
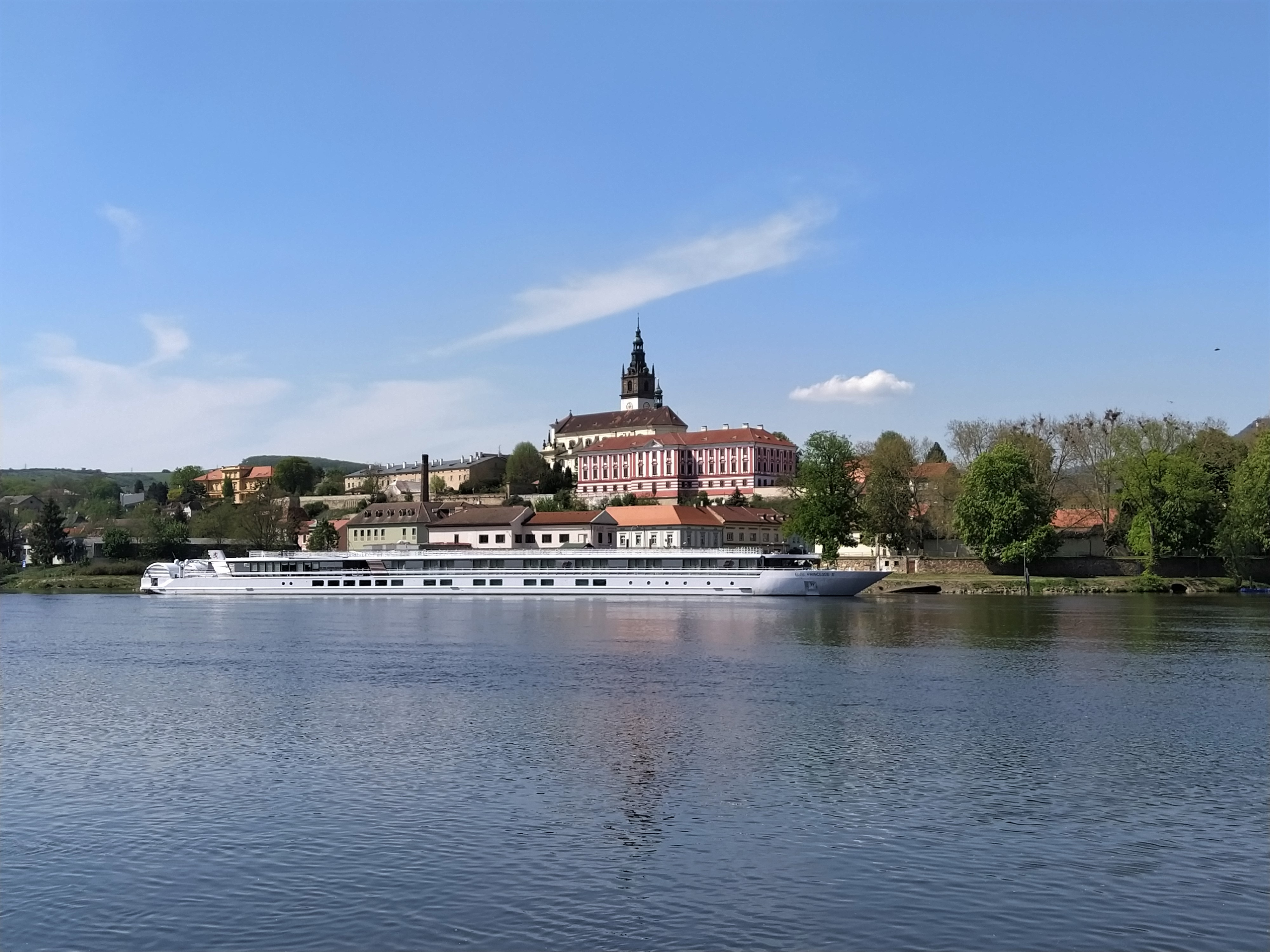
Labe v Litoměřicích
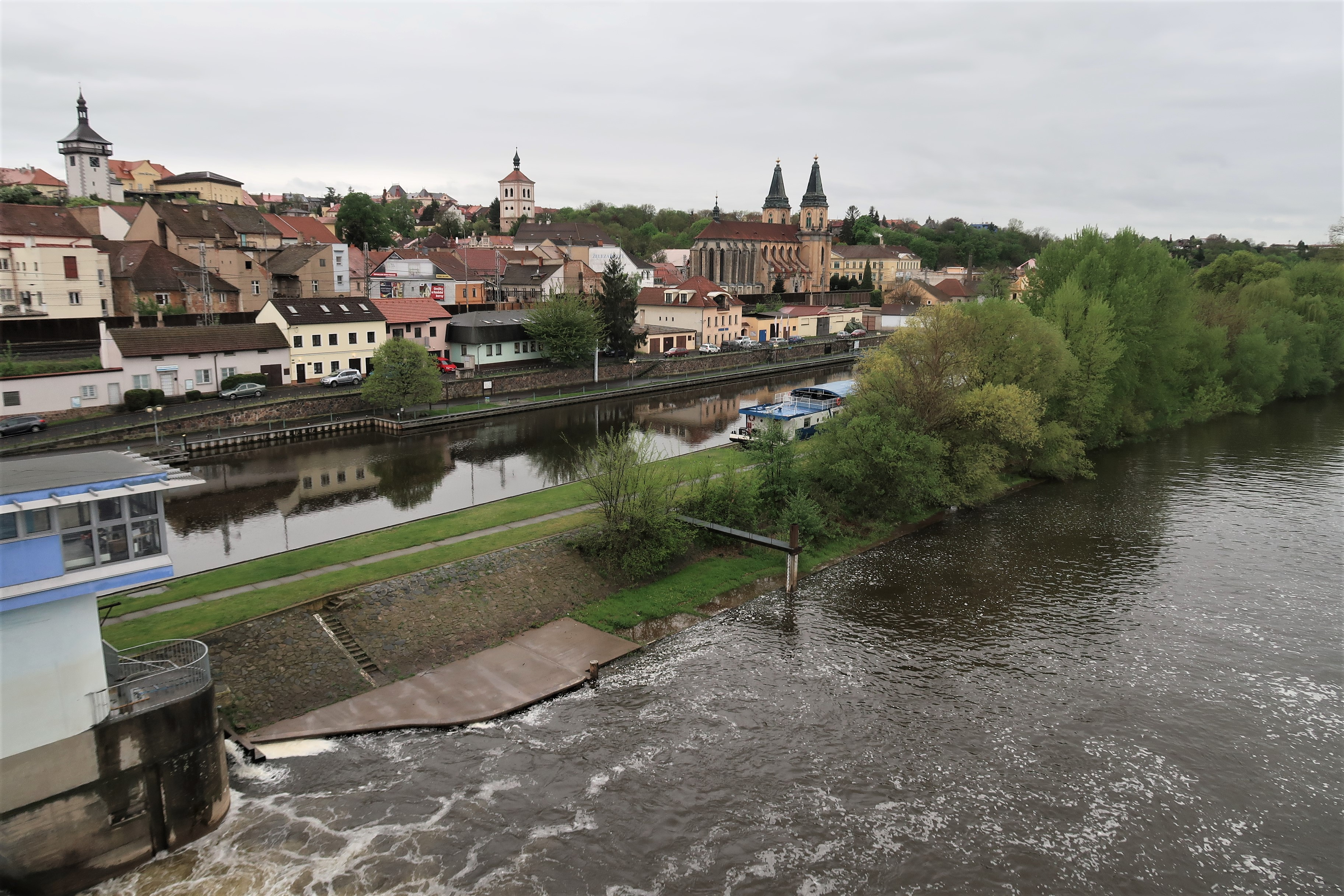
Roudnice nad Labem
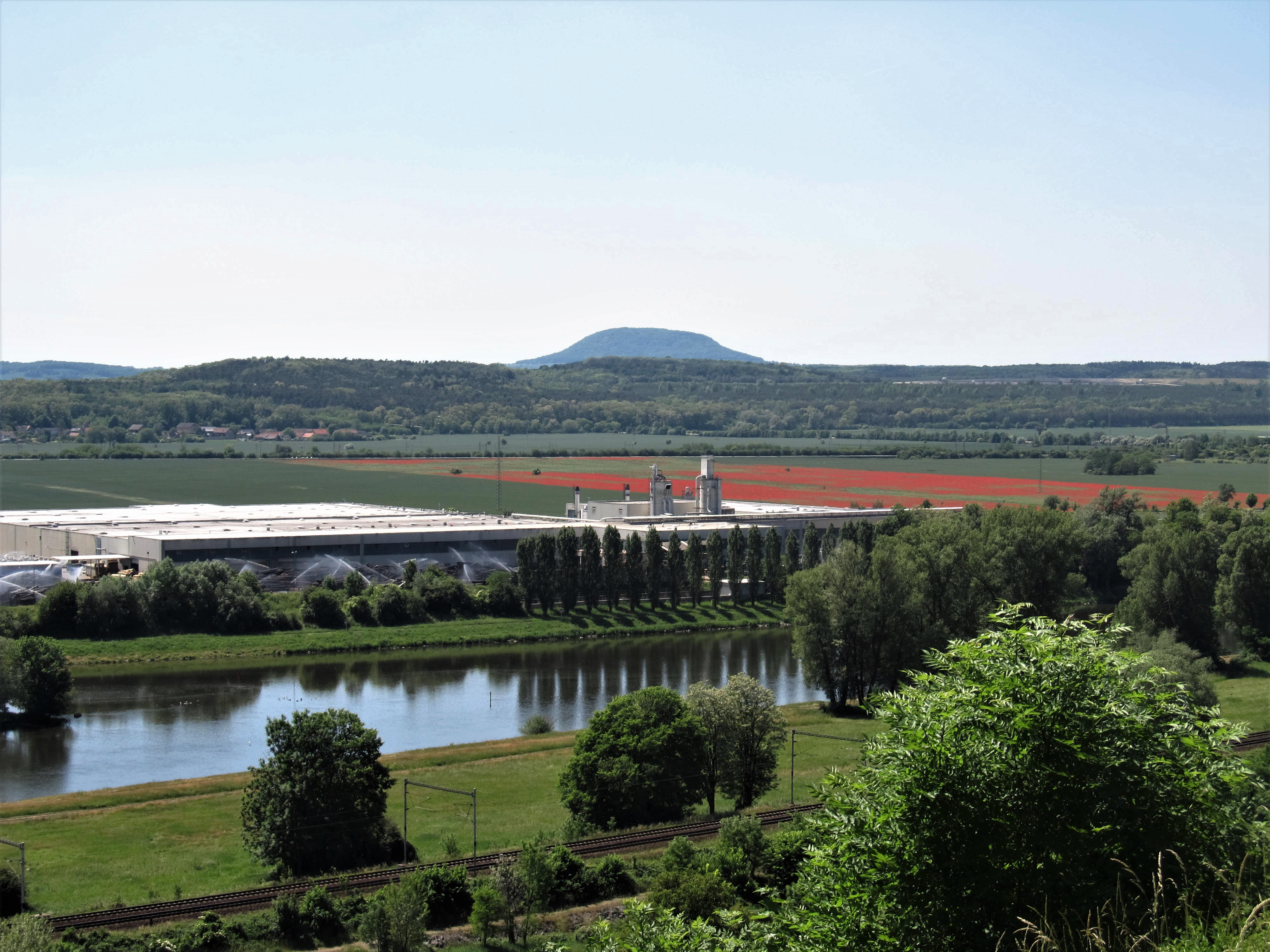
Pohled přes Labe na horu Říp z Liběchova
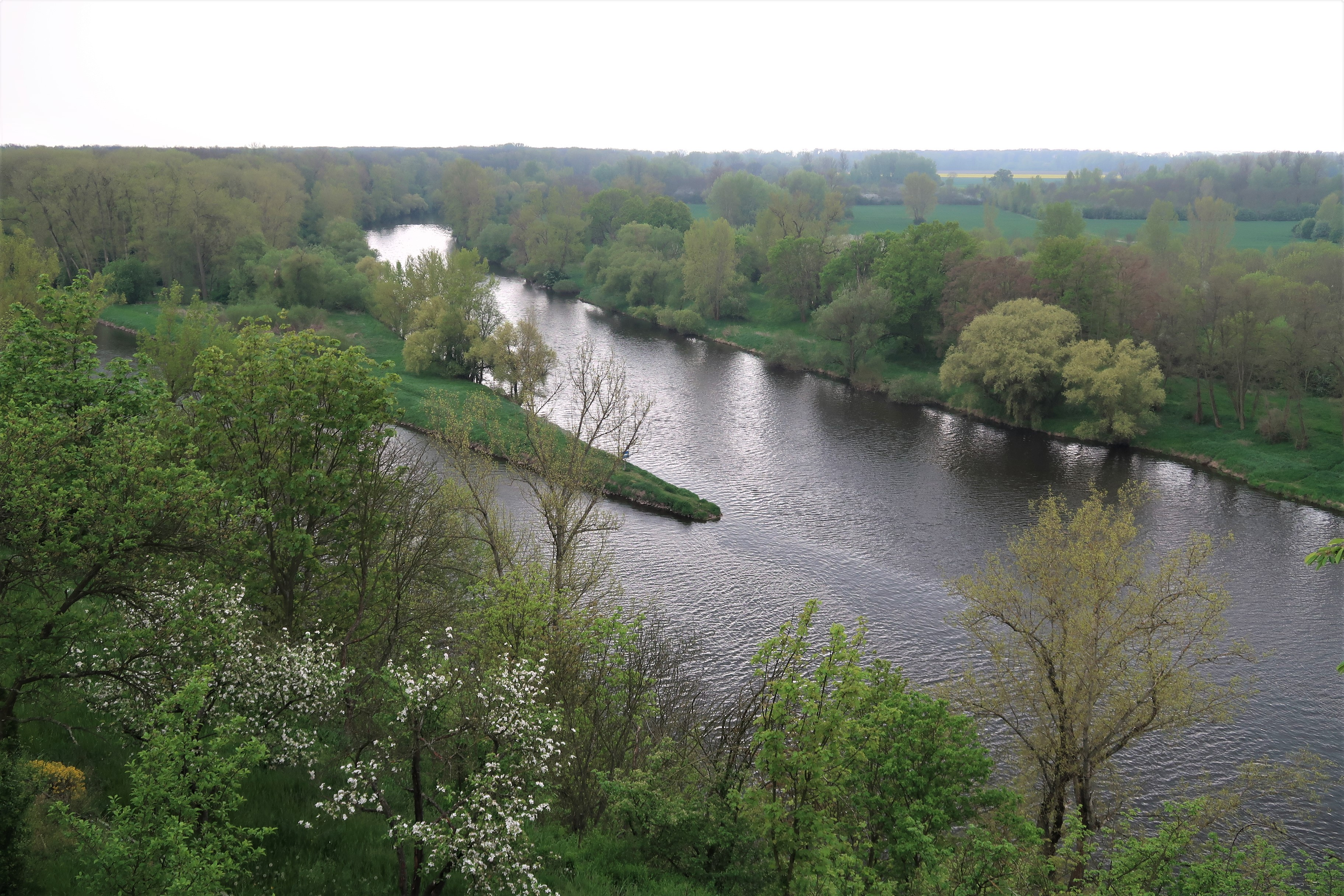
Soutok Labe a Vltavy v Mělníku
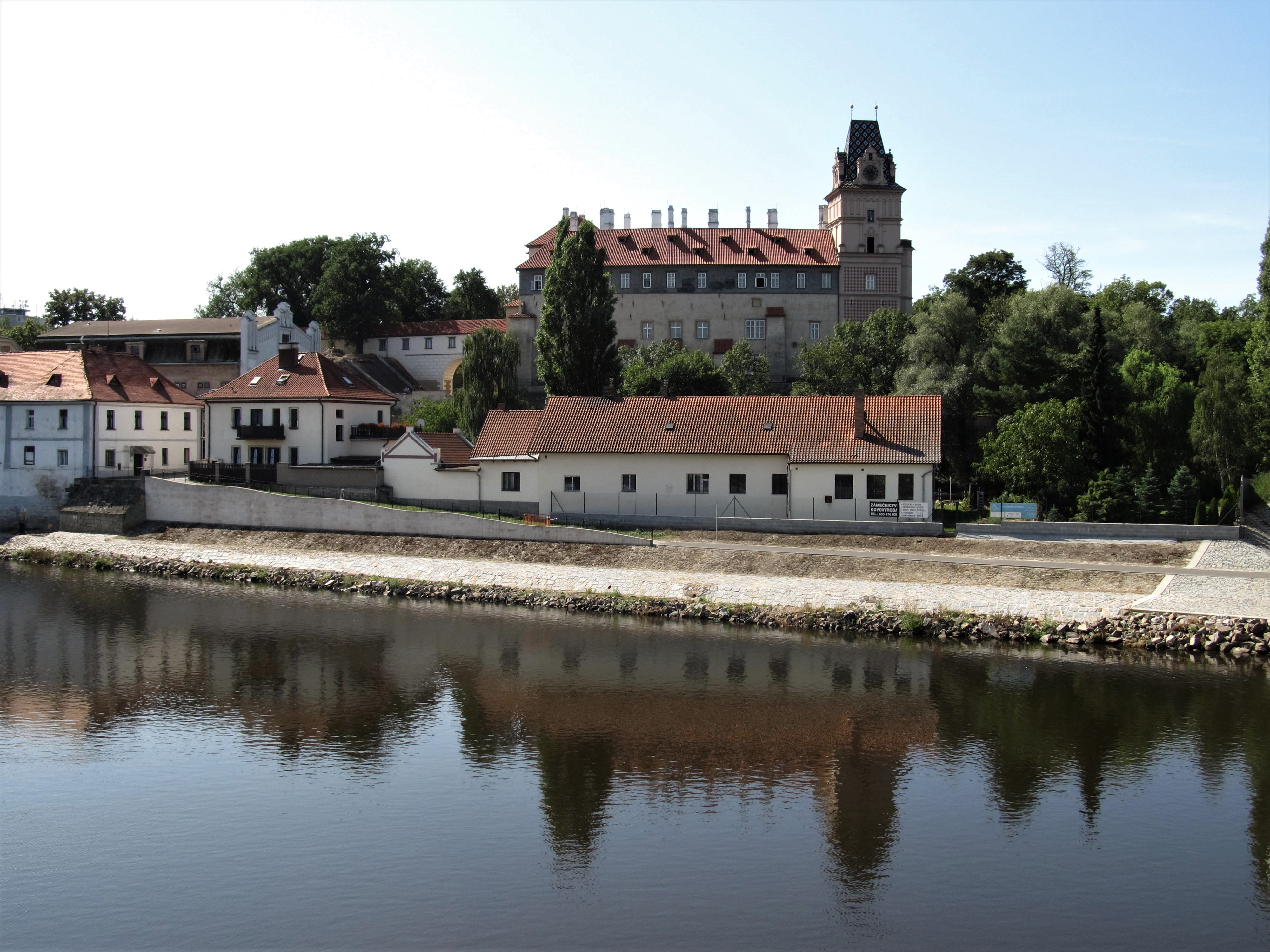
Labe u zámku Brandýs nad Labem
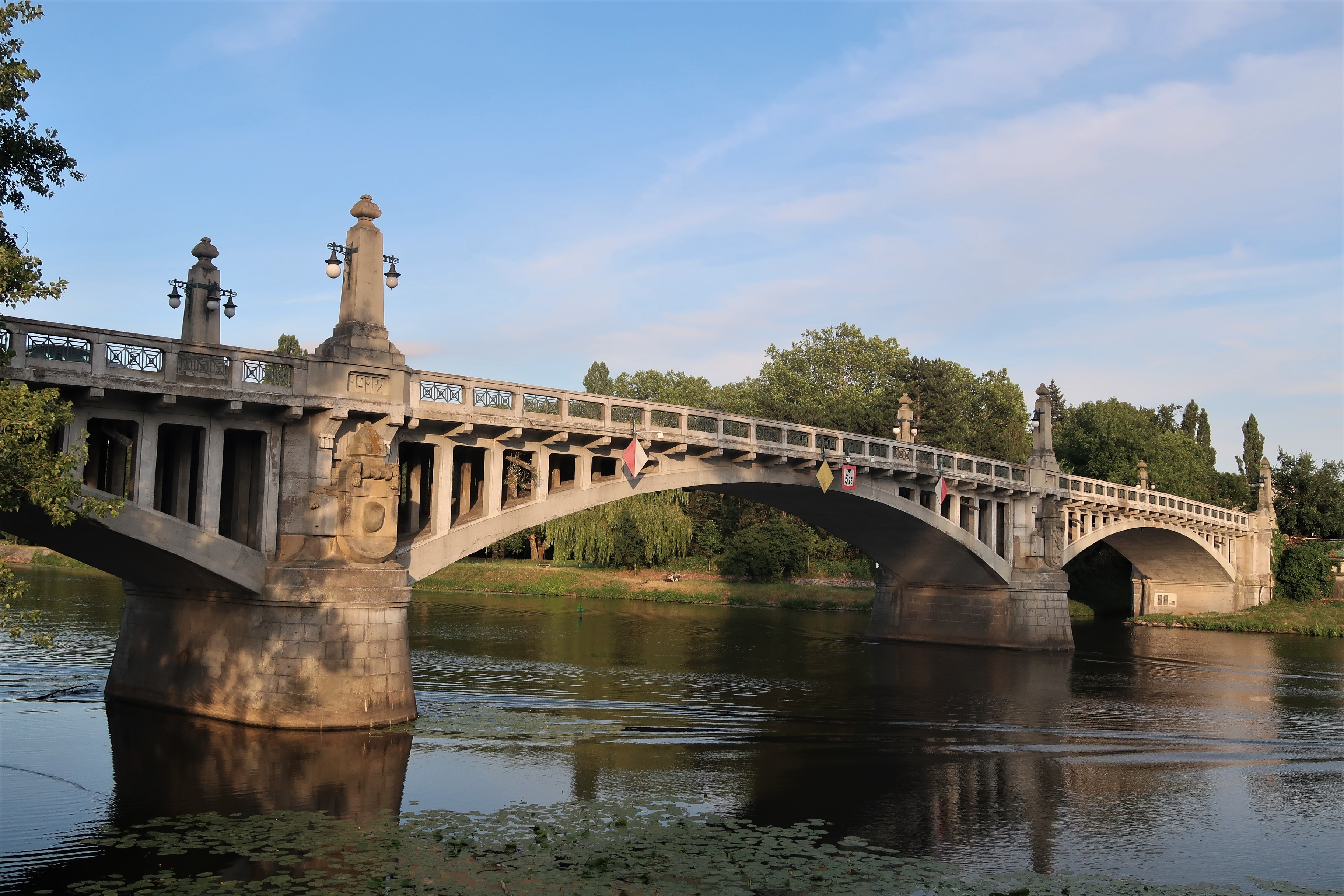
Železobetonový most přes Labe v Nymburku z roku 1912
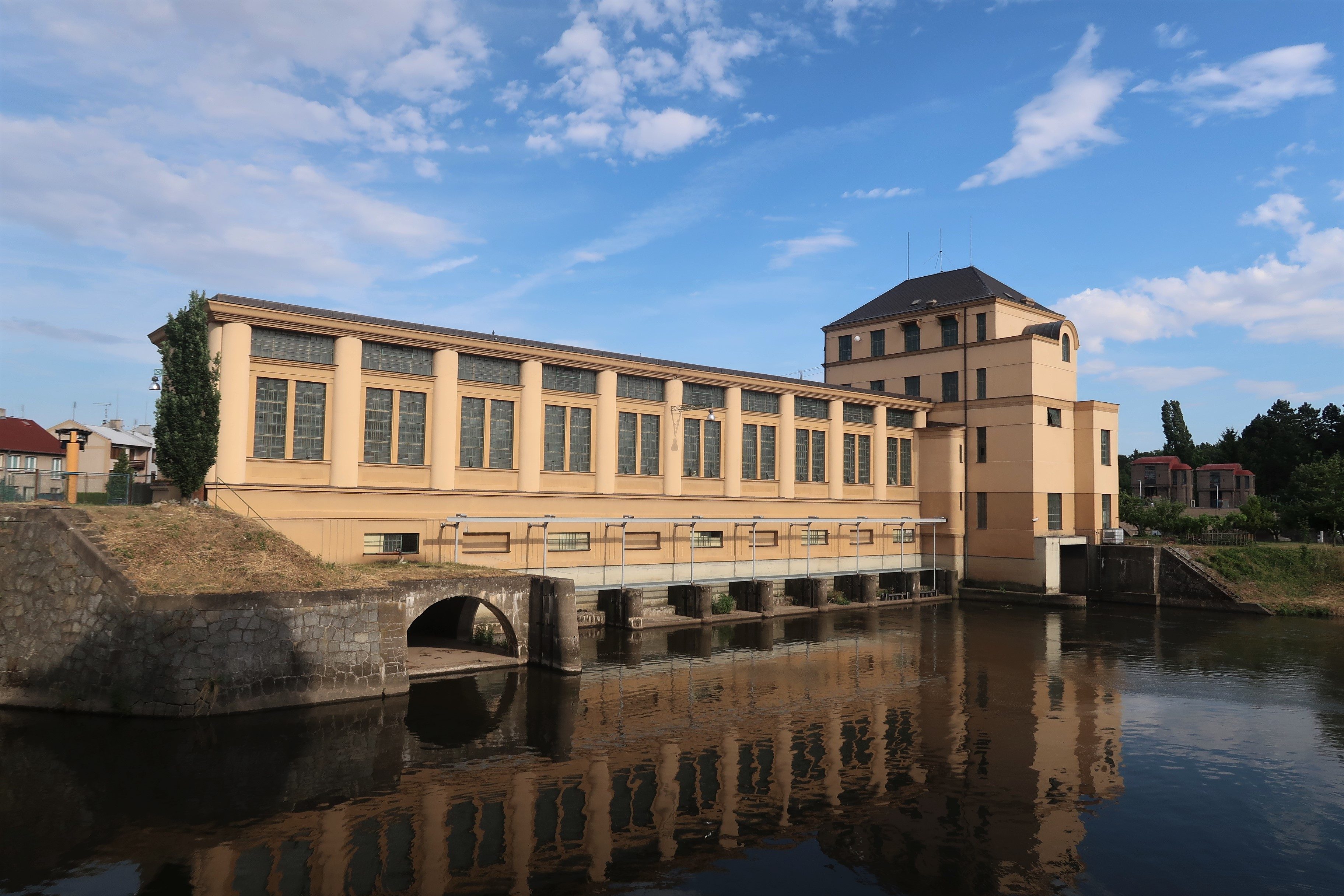
Vodní elektrárna na Labi v Nymburku
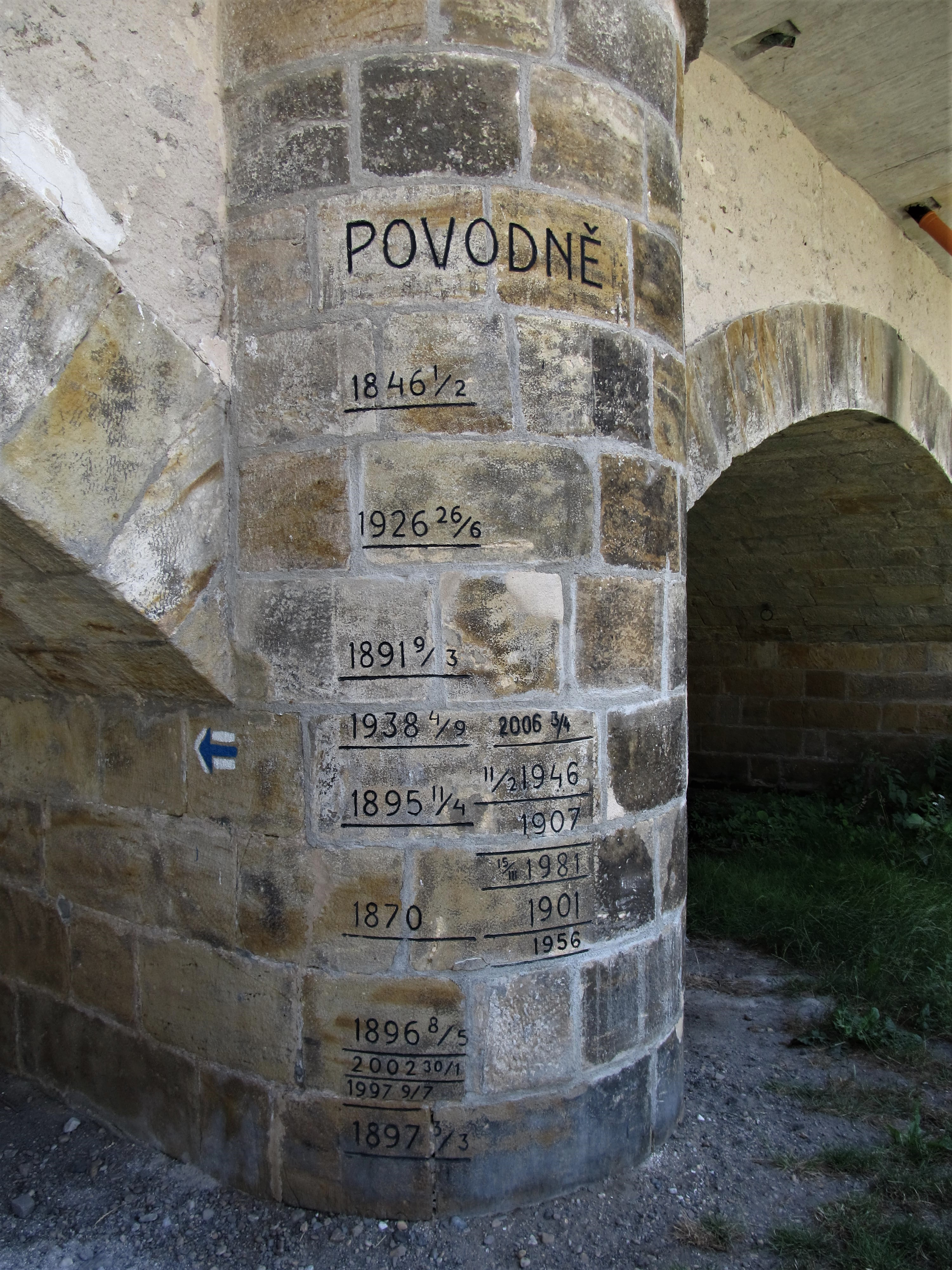
Záznamy o povodních na inundačním mostě v Poděbradech
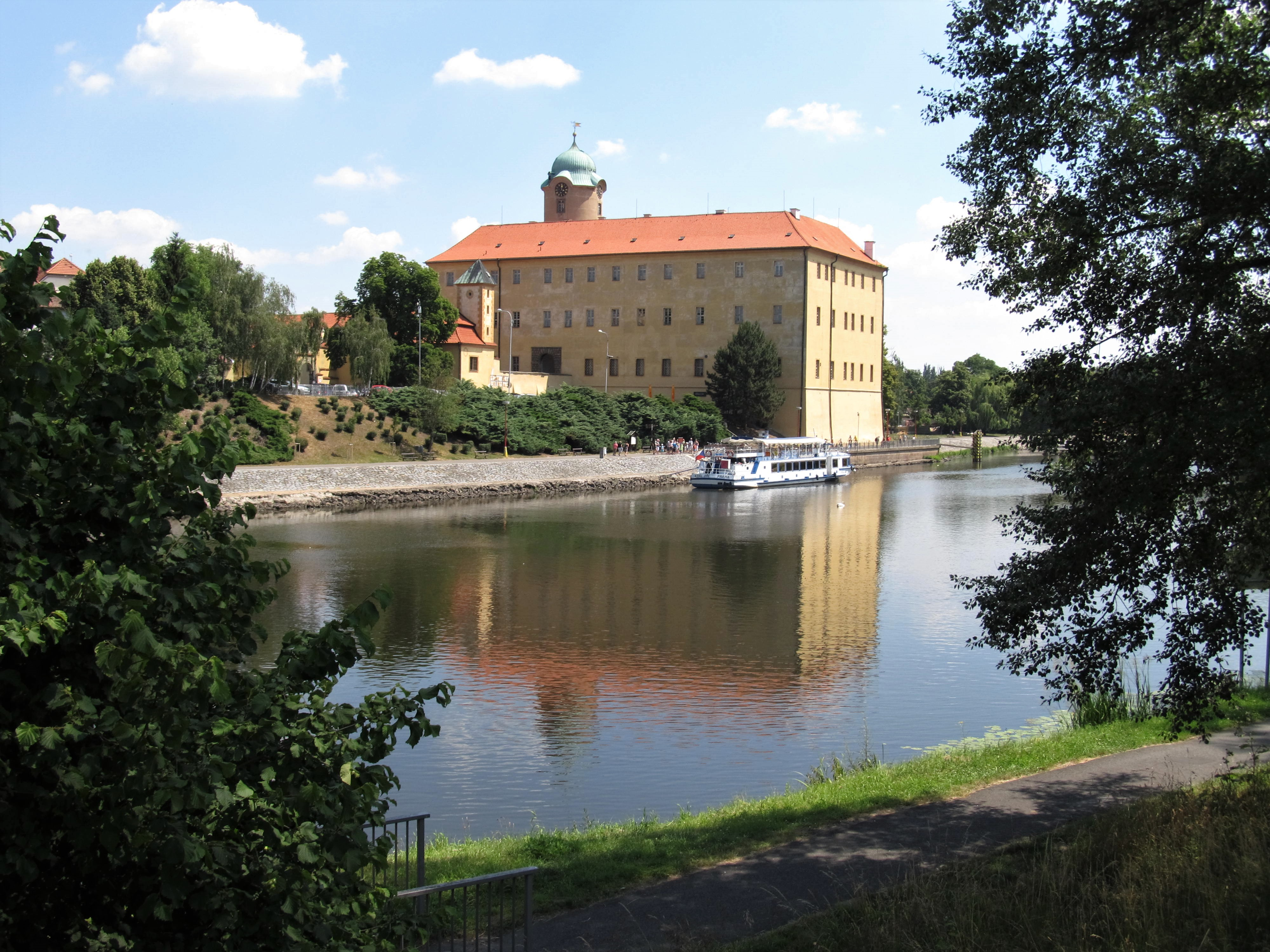
Labe v Poděbradech u zámku
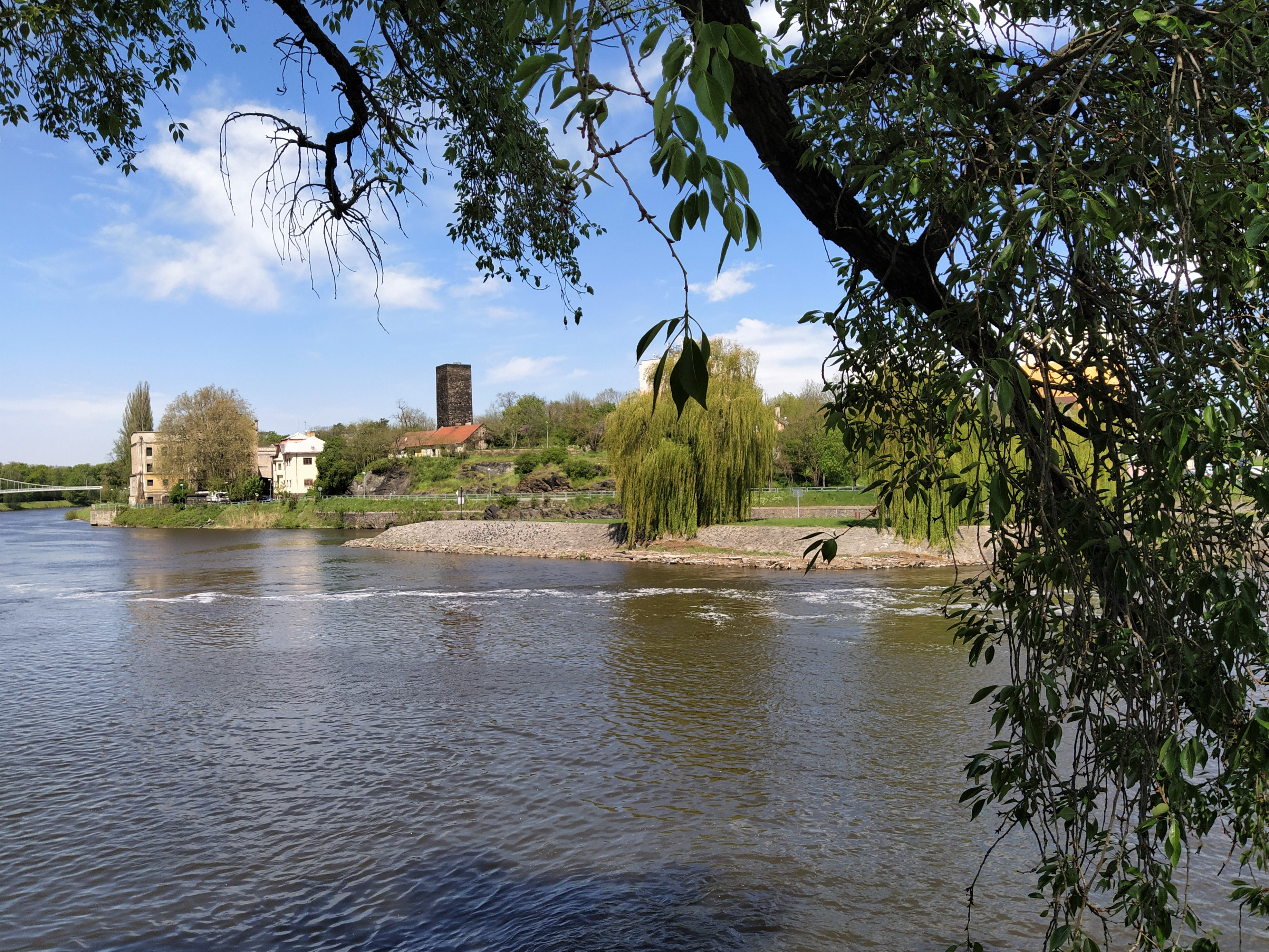
Labe v Kolíně se Zálabskou baštou
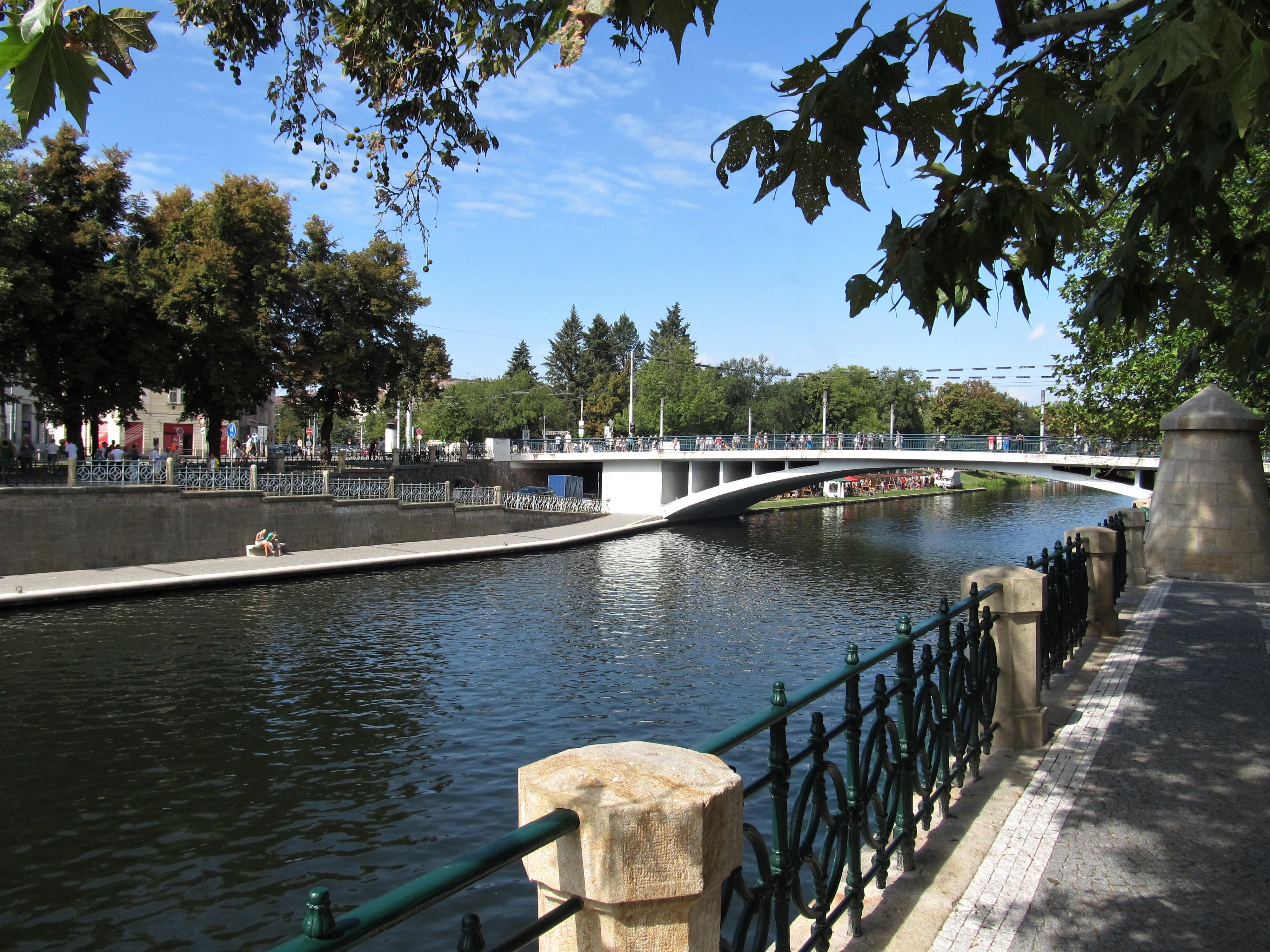
Labe v Hradci Králové
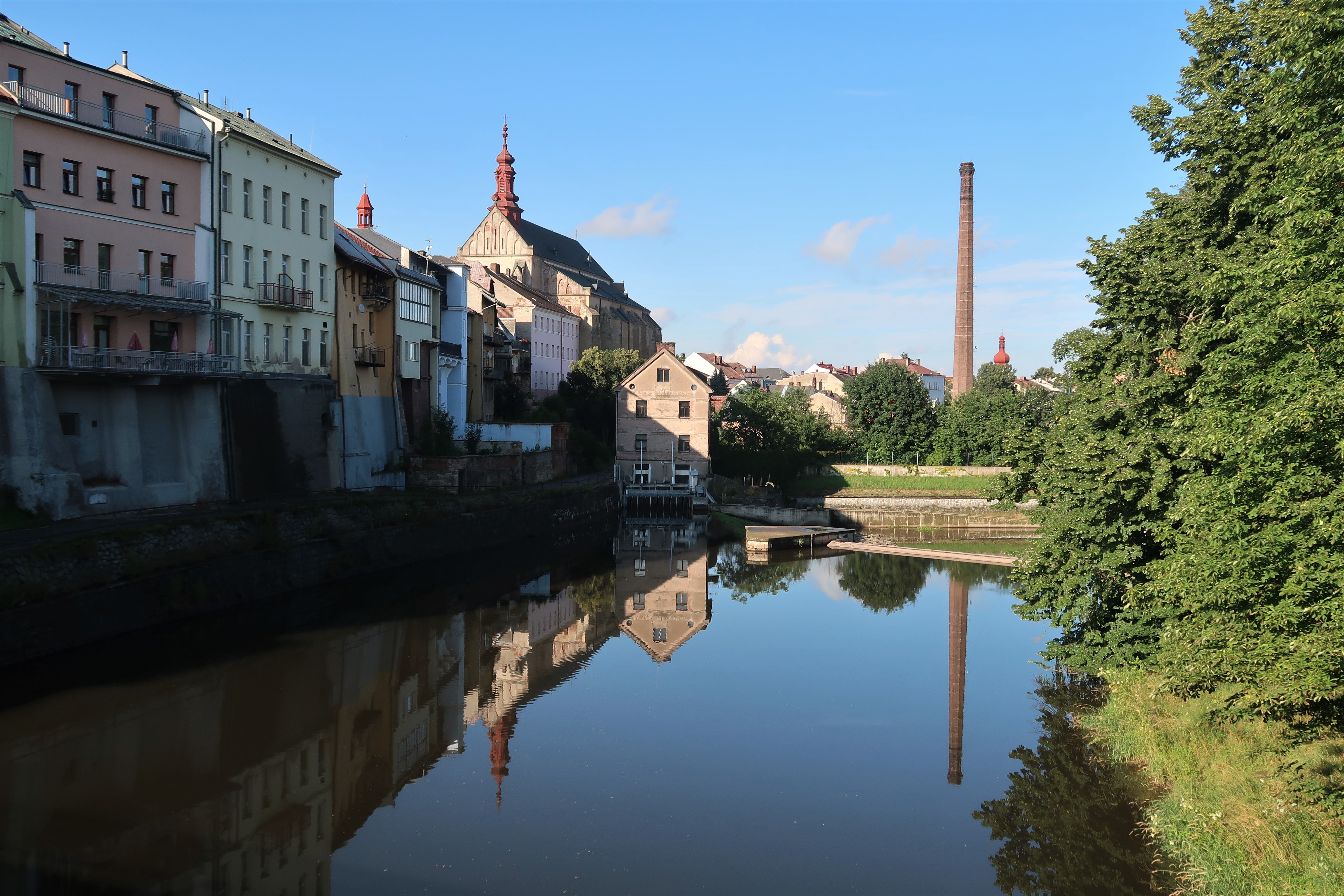
Labe v centru Jaroměře
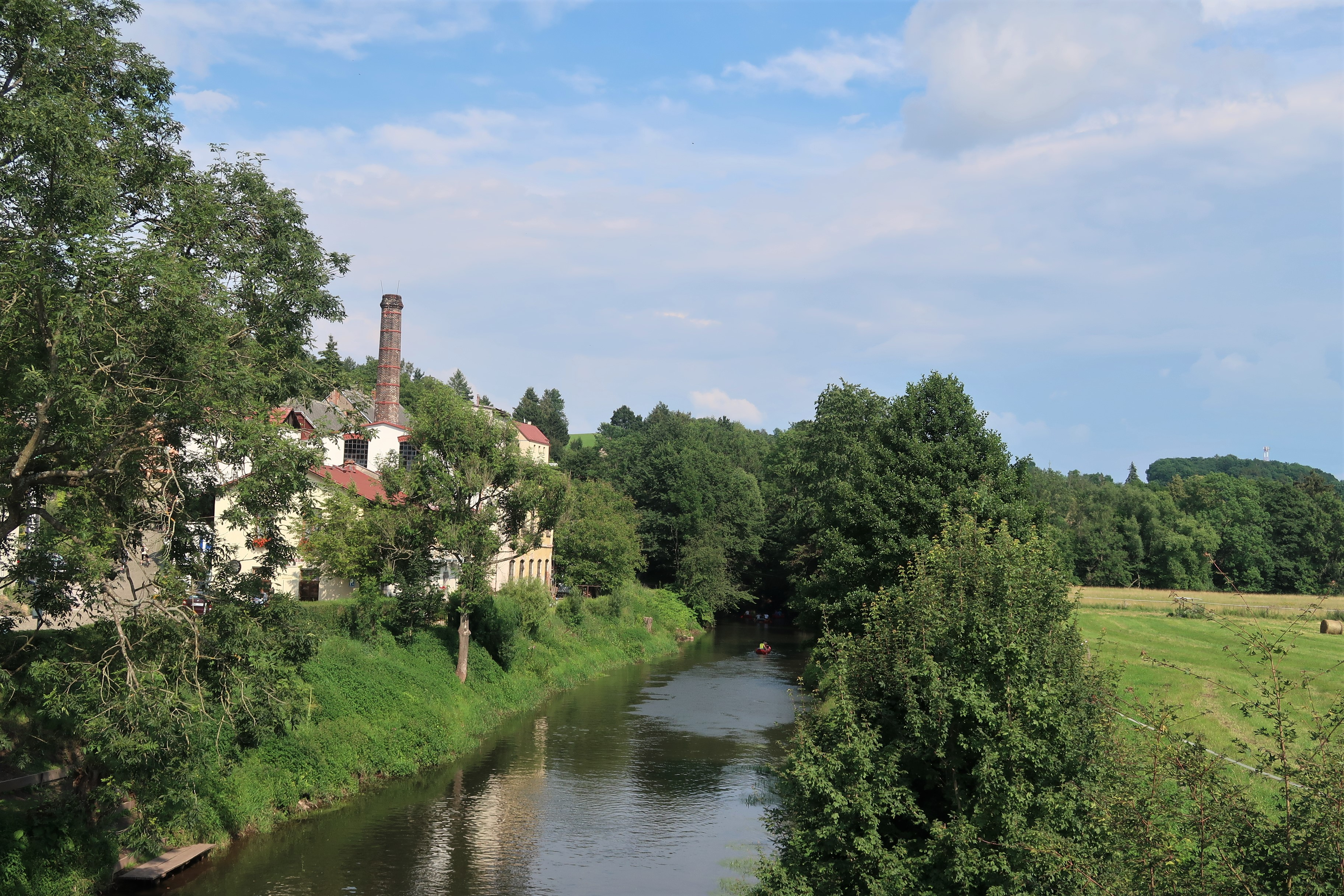
Labe v Kuksu